# Liste der technischen Denkmale im Landkreis Görlitz (A–K)
Die Liste der technischen Denkmale im Landkreis Görlitz enthält die Technischen Denkmale im Landkreis Görlitz.
Diese Liste ist eine Teilliste der Liste der Kulturdenkmale in Sachsen. Aufgrund der großen Anzahl von technischen Denkmalen ist die Liste aufgeteilt in die
- Liste der technischen Denkmale im Landkreis Görlitz (A–K)
- Liste der technischen Denkmale im Landkreis Görlitz (L–Z)

## Legende
- Bild: Bild des Kulturdenkmals, ggf. zusätzlich mit einem Link zu weiteren Fotos des Kulturdenkmals im Medienarchiv Wikimedia Commons. Wenn man auf das Kamerasymbol klickt, können Fotos zu Kulturdenkmalen aus dieser Liste hochgeladen werden:
- Bezeichnung: Denkmalgeschützte Objekte und ggf. Bauwerksname des Kulturdenkmals
- Lage: Straßenname und Hausnummer oder Flurstücknummer des Kulturdenkmals. Die Grundsortierung der Liste erfolgt nach dieser Adresse. Der Link (Karte) führt zu verschiedenen Kartendiensten mit der Position des Kulturdenkmals. Fehlt dieser Link, wurden die Koordinaten noch nicht eingetragen. Sind diese bekannt, können sie über ein Tool mit einer Kartenansicht einfach nachgetragen werden. In dieser Kartenansicht sind Kulturdenkmale ohne Koordinaten mit einem roten bzw. orangen Marker dargestellt und können durch Verschieben auf die richtige Position in der Karte mit Koordinaten versehen werden. Kulturdenkmale ohne Bild sind an einem blauen bzw. roten Marker erkennbar.
- Datierung: Baubeginn, Fertigstellung, Datum der Erstnennung oder grobe zeitliche Einordnung entsprechend des Eintrags in der sächsischen Denkmaldatenbank
- Beschreibung: Kurzcharakteristik des Kulturdenkmals entsprechend des Eintrags in der sächsischen Denkmaldatenbank, ggf. ergänzt durch die dort nur selten veröffentlichten Erfassungstexte oder zusätzliche Informationen
- ID: Vom Landesamt für Denkmalpflege Sachsen vergebene, das Kulturdenkmal eindeutig identifizierende Objekt-Nummer. Der Link führt zum PDF-Denkmaldokument des Landesamtes für Denkmalpflege Sachsen. Bei ehemaligen Kulturdenkmalen können die Objektnummern unbekannt sein und deshalb fehlen bzw. die Links von aus der Datenbank entfernten Objektnummern ins Leere führen. Ein ggf. vorhandenes Icon  führt zu den Angaben des Kulturdenkmals bei Wikidata.

## Bad Muskau, Stadt
| Bild           | Bezeichnung                                                                                             | Lage    | Datierung                                                  | Beschreibung | ID       |
| -------------- | --- | ------- | ---------------------------------------------------------- | --- | -------- |
| Weitere Bilder | Waldeisenbahn Muskau (Sachgesamtheit)                                                                   | (Karte) | ab 1895, Inbetriebnahme um 1900 (Eisenbahnanlage)          | Sachgesamtheitsbestandteil der Sachgesamtheit Waldeisenbahn Muskau: Eisenbahnstrecke mit historischer Trasse als Sachgesamtheitsteil (siehe auch Sachgesamtheitsdokument Obj. 08975856); eisenbahngeschichtlich und ortsgeschichtlich von Bedeutung | 09303052 |
|                | Bahnhof Muskau; Eisenbahnstrecke Weißwasser–Bad Muskau; Eisenbahnstrecke Lubsko (Sommerfeld)–Bad Muskau | (Karte) | wohl um 1900 (Empfangsgebäude); um 1900 (Nebengebäude)     | Bahnhof mit Empfangsgebäude, der Güterabfertigung und zwei Nebengebäuden; stattliches Empfangsgebäude in Fachwerkbauweise, eisenbahngeschichtlich, baugeschichtlich und ortsgeschichtlich von Bedeutung | 09288967 |
| Weitere Bilder | Muskauer Park (Sachgesamtheit)                                                                          | (Karte) | 1815 (Parkanlage); 16. Jahrhundert bis 1864 (Alaunbergbau) | Sachgesamtheit Muskauer Park, Landschaftspark (Gartendenkmal) mit drei Parkteilen (Schlosspark, Badepark, Bergpark) mitsamt der Alaunbergbaufolgelandschaft im Bergpark (Technisches Denkmal) und mit folgenden Einzeldenkmalen im Bereich Schlosspark: Neues Schloss (Schloßstraße, ohne Nr.), darin Bronzeplastik von Adolf Menzner, Kalksteinpflanzgefäß nordwestlich des Schlosses, Altes Schloss (Rentamt, Schloßstraße 4) und Kavaliershaus mit vorgelagertem Kalksteinpflanzgefäß (Schloßstraße 9) (siehe Einzeldenkmalliste -Obj. 09289941, Schloßstraße 4, 9), weiterhin im Schlosspark sechs Brücken (Fuchsienbrücke, Rehderbrücke, Eichseebrücke mit Eichseewehr, Schäferbrücke, Schlossbrücke, Karpfenbrücke), drei Einfriedungen mit Toren, Wehr am Neißedamm und Turbinenhaus, Schlossgärtnerei, Reithalle und Gloriette (siehe Einzeldenkmalliste -Obj. 09289957, ohne Anschrift), Vorwerk, bestehend aus Alter Schmiede (Bauhof 1, 2) zwei Wohnhäusern für Bedienstete (Bauhof 3-6 und Bauhof 8-11), einer Remise (Bauhof 12, 14), dem Marstall (südliches Gebäude, Bauhof ohne Nr.) und einem Stallgebäude (ohne Anschrift, nordöstlich von Bauhof 6) (siehe Einzeldenkmalliste -Obj. 09289944, Bauhof 1-14) sowie Orangerie (siehe Einzeldenkmalliste -Obj. 09289943, ohne Anschrift), mit folgenden Einzeldenkmalen im Bereich Badepark:Fußgängerbrücke (siehe Einzeldenkmalliste -Obj. 09289968, Hermannsbad, ohne Hausnr.), Villa Pückler (Hermannsbad 5), Villa Bellevue (Hermannsbad 1), sog. Obersteigerhaus (Hermannsbad 7/8) mit Nebengebäude, Badehaus (Hermannsbad ohne Hausnr.), Turmvilla (Hermannsbad 9), Villa Caroline (Hermannsbad ohne Hausnr.) und weiteres Nebengebäude (siehe Einzeldenkmalliste -Obj. 09289967, Hermannsbad 1-9), mit folgenden Einzeldenkmalen im Bereich Bergpark: Ruine der Bergkirche mit Resten der Einfriedungsmauer (am Kapellenweg), Brücke über die Bergsche Kirchgasse (wichtig für Blickbeziehungen innerhalb des Parks) und Brücke über die Straße aus Richtung Badepark (westlich von Hermannsbad 1) (siehe Einzeldenkmalliste -Obj. 09289960, ohne Anschrift) sowie so genanntes Weinberghaus mit Seitengebäude (siehe Einzeldenkmalliste -Obj. 09289961, Buchenweg 1), dazu als Sachgesamtheitsbestandteil der Teil der Parkanlage in der Gemeinde Krauschwitz, OT Krauschwitz (siehe Sachgesamtheitsliste, OT Krauschwitz -Obj. 09277079); baugeschichtlich, kulturgeschichtlich, gartenkünstlerisch sowie historisch von internationaler Bedeutung (UNESCO-Weltkulturerbe) | 09300367 |
| Weitere Bilder | Schüttungsturm der ehem. Papierfabrik                                                                   | (Karte) | um 1915 (Späneturm)                                        | technikgeschichtlich von Bedeutung | 09300384 |
| Weitere Bilder | Neißebrücke; Eisenbahnstrecke Lubsko (Sommerfeld)–Bad Muskau                                            | (Karte) | 1897–1898 (Eisenbahnbrücke)                                | Eisenbahnbrücke über die Lausitzer Neiße; landschaftsbildprägende Fischbauchträgerbrücke, eisenbahngeschichtlich und technikgeschichtlich von Bedeutung sowie von Seltenheitswert | 09289753 |
| Weitere Bilder | Kleine-Mühle; Sellmühle                                                                                 | (Karte) | 19. Jahrhundert (Mühle); um 1900 (Seitengebäude)           | Mühlengebäude mit Resten der technischen Ausstattung, Mühlrad sowie Seitengebäude und Mühlgraben; baugeschichtlich und technikgeschichtlich von Bedeutung | 09285371 |
| Weitere Bilder | Wasserturm                                                                                              | (Karte) | 1914 (Wasserturm)                                          | Wasserturm; baugeschichtlich und technikgeschichtlich von Bedeutung | 09285355 |

## Beiersdorf
| Bild                                    | Bezeichnung                                 | Lage    | Datierung                                                                      | Beschreibung | ID       |
| --------------------------------------- | ------------------------------------------- | ------- | ------------------------------------------------------------------------------ | --- | -------- |
| Direkt Bild zu diesem Denkmal hochladen | Zwei Zaunsäulen                             | (Karte) | 19. Jahrhundert (zwei Zaunsäulen)                                              | Granit, verkehrsgeschichtlich von Bedeutung | 09302923 |
| Direkt Bild zu diesem Denkmal hochladen | Obermühle                                   | (Karte) | bezeichnet 1848 (Mühle)                                                        | Mühle mit dem Haupt-Mühlgebäude (zwei Flügel, Umgebinde, Obergeschoss vollkommen in Fachwerk und Holzbau über dem Eingang) und zweigeschossiges Nebengebäude mit Holzobergeschoß und vorderem Holzanbau; baugeschichtlich und ortsgeschichtlich von Bedeutung | 08961280 |
| Direkt Bild zu diesem Denkmal hochladen | Liebscher KG (ehem.)                        | (Karte) | um 1900 (Fabrik)                                                               | Fabrikgebäude des Steinwerks; eingeschossig mit einem langen Flügel entlang des Alten Grabens und einem eingebundenen Querflügel, alles Klinker, letzter Rest der industriegeschichtlich relevanten Anlage, ortsgeschichtlich von Bedeutung | 08961281 |
|                                         | Bielebohbaude                               | (Karte) | Tafel über Eingang bezeichnet 1882 (Aussichtsturm)                             | Aussichtsturm und Berggasthaus auf dem Bieleboh; Gasthaus zweigeschossig, teils Klinker, darüber Holzgeschoss, Turm nach 2000 aufgestockt, baugeschichtlich und ortsgeschichtlich von Bedeutung | 08961304 |
| Direkt Bild zu diesem Denkmal hochladen | Brettmühle                                  | (Karte) | 1846 (nördlicher Bau); 17./18. Jahrhundert (Mühle)                             | Brettmühle mit allen noch bestehenden Gebäuden, dem Alten Graben und dem Schützen am Mühlteich sowie Resten der gemauerten Mühlgräben und der Technik; bei den Gebäuden das nördliche Wohnhaus (Obergeschoss Fachwerk, westlicher Giebel verschiefert, bezeichnet im Türstock 1846), hier einst auch Bäckerei, ein Nebengebäude südwestlich parallel davon, das Wohnmühlenhaus (Obergeschoss Fachwerk verschiefert) mit nach hinten angebautem Nebengebäude in Holz und ein weiterer Holzbau, ortsgeschichtlich und technikgeschichtlich von Bedeutung | 08961314 |
|                                         | Eisenbahnstrecke Taubenheim–Dürrhennersdorf | (Karte) | 1890er Jahre (Laderampe); 1890er Jahre (zwei Brückenpfeiler); 1892 (Eisenbahn) | Zwei Brückenpfeiler der einstigen Schmalspurbahn und Verladerampe; Verladerampe mit eingelassenem Stein mit Flügelrad des ehemaligen Bahnhofs, Brückenpfeiler am westlichen Ende der Auestraße und bei Auestraße Nr. 13 und 14, eisenbahngeschichtlich und technikgeschichtlich von Bedeutung | 08961330 |
| Direkt Bild zu diesem Denkmal hochladen | Beiersdorfer Windmühle                      | (Karte) | 1842 (Mühle)                                                                   | Turmholländer; technikgeschichtlich von Bedeutung | 08961275 |

## Bernstadt a. d. Eigen, Stadt
| Bild                                    | Bezeichnung                                                                            | Lage    | Datierung                                                          | Beschreibung | ID       |
| --------------------------------------- | -------------------------------------------------------------------------------------- | ------- | ------------------------------------------------------------------ | --- | -------- |
| Direkt Bild zu diesem Denkmal hochladen | Königlich-Sächsische Meilensteine (Sachgesamtheit)                                     | (Karte) |                                                                    | Meilenstein; eingearbeitetes Schriftbild in zurückliegendem Feld, verkehrsgeschichtlich von Bedeutung | 09274313 |
| Direkt Bild zu diesem Denkmal hochladen | Fußgängerbrücke über die Pließnitz                                                     | (Karte) | um 1900 (Fußgängerbrücke)                                          | Stahlkonstruktion mit Holzauflage, baugeschichtlich und technikgeschichtlich von Bedeutung | 09225001 |
| Direkt Bild zu diesem Denkmal hochladen | Straßenbrücke über die Pließnitz                                                       | (Karte) | 19. Jahrhundert (Straßenbrücke)                                    | zweibogig, baugeschichtlich und technikgeschichtlich von Bedeutung | 09225002 |
| Weitere Bilder                          | Eisenbahnstrecke Herrnhut–Bernstadt; Pließnitztalbahn; Bahnhof Bernstadt (Oberlausitz) | (Karte) | 4. Viertel 19. Jahrhundert (Empfangsgebäude)                       | Empfangsgebäude, Nebengebäude und Güterschuppen des Bahnhofs Bernstadt (Oberlausitz); zeittypische Klinkerbauten, eisenbahngeschichtlich von Bedeutung                                                       | 09225359 |
| Direkt Bild zu diesem Denkmal hochladen | Niedermühle                                                                            | (Karte) | 18./19. Jahrhundert (Mühle)                                        | Mühle mit Wohnmühlenhaus, Scheune und Nebengebäude neben der Scheune (parallel vom Wohnhaus); Wohnmühlenhaus Obergeschoss Fachwerk, Scheune teils Fachwerk, ortsgeschichtlich und baugeschichtlich bedeutsam | 09304014 |
| Direkt Bild zu diesem Denkmal hochladen | Wegestein                                                                              | (Karte) | um 1800 (Wegestein)                                                | verkehrsgeschichtlich von Bedeutung | 09274401 |
| Weitere Bilder                          | Niedermühle                                                                            | (Karte) | bezeichnet 1847 (Mühlentechnik)                                    | Mühlentechnik der Wassermühle; technikgeschichtlich von Bedeutung | 08960630 |
| Direkt Bild zu diesem Denkmal hochladen | Bornmühle                                                                              | (Karte) | Mitte 19. Jahrhundert (Mühle)                                      | Mühlenanwesen mit zwei aneinandergebauten Wohnhäusern; das vordere mit Pilaster- und Lisenengliederung, Putzritzung, baugeschichtlich und ortsgeschichtlich von Bedeutung                                    | 09225288 |
| Direkt Bild zu diesem Denkmal hochladen | Mittelmühle                                                                            | (Karte) | bezeichnet 1813 (Mühle); 2. Hälfte 19. Jahrhundert (Seitengebäude) | Mühlenanwesen mit Wohnhaus und Seitengebäude; zum Kloster Marienstern gehörig, Wohnhaus mit Putzgliederung und Inschrifttafel bezeichnet, baugeschichtlich und ortsgeschichtlich von Bedeutung               | 09225307 |
|                                         | Königlich-Sächsische Meilensteine (Sachgesamtheit)                                     | (Karte) | bezeichnet 1859 (Meilenstein)                                      | Meilenstein; Halbmeilenstein, zugleich Abzweigstein an der alten Strecke Postkurs Nr. 33 von Bernstadt nach Löbau, verkehrshistorisch von Bedeutung                                                          | 08960511 |

## Bertsdorf-Hörnitz
| Bild           | Bezeichnung                           | Lage    | Datierung                                   | Beschreibung | ID       |
| -------------- | ------------------------------------- | ------- | ------------------------------------------- | --- | -------- |
| Weitere Bilder | Mühlengebäude                         | (Karte) | bezeichnet 1809, im Kern wohl älter (Mühle) | heute Wohnhaus mit späterem Ladeneinbau, baugeschichtlich und ortsgeschichtlich von Bedeutung | 09273097 |
| Weitere Bilder | Rittergut Neuhörnitz (Sachgesamtheit) | (Karte) | 1751 (Herrenhaus)                           | Einzeldenkmale der Sachgesamtheit Rittergut Neuhörnitz: Herrenhaus mit westlich angebautem Wohntrakt (ohne hinteren Anbau), nordwestliches Wirtschaftsgebäude (heute Wohnhaus), südwestliche Scheune, bauliche Reste der Brauerei mit Schornstein und Toreinfahrt mit Torpfeilern (siehe auch Sachgesamtheitsdokument Obj. 09303475); spätere Nutzung des Ritterguts als Brauerei, baugeschichtlich und ortsgeschichtlich von Bedeutung | 09271493 |

## Boxberg/O.L.
| Bild                                    | Bezeichnung                                            | Lage    | Datierung | Beschreibung | ID       |
| --------------------------------------- | ------------------------------------------------------ | ------- | --- | --- | -------- |
| Weitere Bilder                          | Überfallwehr (Schöps)                                  | (Karte) | 1. Hälfte 20. Jahrhundert (Wehr)                                                                                            | technikgeschichtlich von Bedeutung | 09300350 |
| Direkt Bild zu diesem Denkmal hochladen | Wegestein                                              | (Karte) | 19. Jahrhundert (Wegestein)                                                                                                 | verkehrsgeschichtlich von Bedeutung | 08985414 |
| Direkt Bild zu diesem Denkmal hochladen | Wegestein                                              | (Karte) | 19. Jahrhundert (Wegestein)                                                                                                 | verkehrsgeschichtlich von Bedeutung | 08985420 |
| Direkt Bild zu diesem Denkmal hochladen | Wegestein                                              | (Karte) | 19. Jahrhundert (Wegestein)                                                                                                 | verkehrsgeschichtlich von Bedeutung | 08985393 |
| Direkt Bild zu diesem Denkmal hochladen | Wegestein                                              | (Karte) | 19. Jahrhundert (Wegestein)                                                                                                 | verkehrsgeschichtlich von Bedeutung | 08985412 |
| Direkt Bild zu diesem Denkmal hochladen | Wegestein                                              | (Karte) | 19. Jahrhundert (Wegestein)                                                                                                 | verkehrsgeschichtlich von Bedeutung | 08985409 |
| Weitere Bilder                          | Eisenbahnstrecke Kohlfurt–Hoyerswerda; Bahnhof Klitten | (Karte) | 1871 (Empfangsgebäude) | Empfangsgebäude und Stellwerk des Bahnhofes; baugeschichtlich und eisenbahngeschichtlich von Bedeutung | 08985426 |
| Direkt Bild zu diesem Denkmal hochladen | Rittergut Jahmen (Sachgesamtheit)                      | (Karte) | 18./19. Jahrhundert (Wirtschaftsgebäude); bezeichnet 1767 (Dachreiter, Wetterfahnen)                                        | Einzeldenkmale der Sachgesamtheit Rittergut Jahmen: zwei als Torhäuser fungierende Wirtschaftsgebäude mit markanten Dachreitern, zwei weitere Wohn- und Wirtschaftsgebäude (eines ursprünglich Kaserne), Wohnmühlengebäude (Technik vorhanden), Einfriedung, Gedenktafel, vier Brücken, zwei Teiche, weitere Mauer im östlichen Parkbereich, Erbbegräbnis mit Einfriedung und zwei Pavillons (sieheSachgesamtheitsliste gleiche Anschrift obj. 09302930); baugeschichtlich und ortsgeschichtlich von Bedeutung | 08985429 |
| Weitere Bilder                          | Pötschke-Mühle                                         | (Karte) | 19. Jahrhundert (altes Wohnhaus); bezeichnet 1930 (neues Wohnhaus); um 1900 (Mühle); um 1900 (Nebengebäude); um 1920 (Wehr) | Mühlenanwesen mit Mühlengebäude und angebautem altem und neuem Wohnhaus, drei Nebengebäuden, frei stehendem Taubenhaus, Hofmauer und Einfahrtspfeilern, Hofpflasterung aus kleinen Granitsteinen, Wehranlage und auf der anderen Seite des Schwarzen Schöps ein Mühlen-Nebengebäude; baugeschichtlich, ortsgeschichtlich und technikgeschichtlich von Bedeutung | 09277078 |
| Direkt Bild zu diesem Denkmal hochladen | Schmiede mit technischer Ausstattung                   | (Karte) | um 1850, womöglich etwas älter (Schmiede)                                                                                   | heute Wohnhaus, baugeschichtlich und technikgeschichtlich von Bedeutung | 09277042 |
| Weitere Bilder                          | Eisenbahnbrücke                                        | (Karte) | 1. H. 20. Jahrhundert (Eisenbahnbrücke)                                                                                     | Stahl-Niet-Konstruktion, eisenbahngeschichtlich und technikgeschichtlich von Bedeutung | 09269681 |
| Weitere Bilder                          | Eisenbahnstrecke Kohlfurt–Hoyerswerda; Bahnhof Uhyst   | (Karte) | 1870er Jahre (Personenbahnhof)                                                                                              | Empfangsgebäude, Güterschuppen, Abort, Gebäude mit Esse, Wasserturm sowie Streckenwärter- und Wohnhaus des Bahnhofs Uhyst; eisenbahngeschichtlich und technikgeschichtlich von Bedeutung | 09269203 |
| Weitere Bilder                          | Schleiferei                                            | (Karte) | 1866 (Schleiferei) | Schleiferei und Wehr; stattlicher Bau mit kleinerem Anbau, beides Backstein, anspruchsvolle Gestaltung, baugeschichtlich und technikgeschichtlich von Bedeutung | 09269515 |
|                                         | Wegestein                                              | (Karte) | 19. Jahrhundert (Wegestein)                                                                                                 | verkehrsgeschichtlich von Bedeutung | 08985395 |

## Dürrhennersdorf
| Bild                                    | Bezeichnung                                    | Lage    | Datierung                   | Beschreibung | ID       |
| --------------------------------------- | ---------------------------------------------- | ------- | --------------------------- | --- | -------- |
| Direkt Bild zu diesem Denkmal hochladen | Eisenbahnstrecke Löbau–Zittau (Sachgesamtheit) | (Karte) | 1846-1878 (Eisenbahnanlage) | Sachgesamtheitsbestandteil der Sachgesamtheit Eisenbahn Löbau–Zittau, Abschnitt im Ortsteil Dürrhennersdorf (ohne Einzeldenkmale) (siehe auch Sachgesamtheitsdokument in der Denkmalliste der StadtLöbau – Obj. 08992544); technikgeschichtlich und verkehrsgeschichtlich von Bedeutung | 09306375 |

## Ebersbach-Neugersdorf, Stadt
| Bild                                    | Bezeichnung                                                      | Lage    | Datierung | Beschreibung | ID       |
| --------------------------------------- | ---------------------------------------------------------------- | ------- | --- | --- | -------- |
| Weitere Bilder                          | Eisenbahnstrecke Zittau–Bischofswerda; Bahnhof Ebersbach (Sachs) | (Karte) | 1868 (Personenbahnhof); 1929 (Wasserturm); 1928–31 Güterabfertigung (Güterschuppen); 1928/1929 Stellwerk B3 (Stellwerk) | Empfangsgebäude mit Bahnsteigüberdachung (Nr. 29), nördlicher Lagerschuppen (Nr. 19), südlich vom Bahnhof Wasserturm und langer Güterschuppen (Nr. 31, heute Wohnungen) sowie die Stellwerke B3 und W4; baugeschichtlich, eisenbahngeschichtlich und technikgeschichtlich von Bedeutung | 09225634 |
| Weitere Bilder                          | Eisenbahnbrücke                                                  | (Karte) | 1873 (Viadukt) | Bruchsteinmauerwerk, baugeschichtlich, technikgeschichtlich und straßenbildprägend von Bedeutung | 09226054 |
| Weitere Bilder                          | Wegestein                                                        | (Karte) | 19. Jahrhundert (Wegweiser)                                                                                             | verkehrsgeschichtlich von Bedeutung | 09226399 |
| Direkt Bild zu diesem Denkmal hochladen | Spinnerei und Weberei Ebersbach                                  | (Karte) | Ende 19. Jahrhundert (Textilindustrieanlagenteil); Ende 19. Jahrhundert (Verwaltungsgebäude)                            | Wohn- und Verwaltungsgebäude (Nr. 9), sämtliche Fabrikgebäude mit Weberei, Spinnerei, Zwirnerei und Färberei sowie Pförtnerhaus und Einfriedung einer Textilindustrieanlage; baugeschichtlich, ortsgeschichtlich und technikgeschichtlich von Bedeutung | 09225968 |
| Weitere Bilder                          | Königlich-Sächsische Meilensteine (Sachgesamtheit)               | (Karte) | 2. Drittel 19. Jahrhundert (Meilenstein)                                                                                | Meilenstein; verkehrshistorisch von Bedeutung | 09225711 |
| Weitere Bilder                          | Wettersäule                                                      | (Karte) | Ende 19. Jahrhundert (Uhren- und Wettersäule)                                                                           | frei stehendes Türmchen Schaukästen, ortsgeschichtlich und technikgeschichtlich von Bedeutung | 09225985 |
| Direkt Bild zu diesem Denkmal hochladen | Druckereiausstattung mit allem Zubehör und Maschinen             | (Karte) | 1910er Jahre (Technische Ausstattung)                                                                                   | technikgeschichtlich von Bedeutung | 09225986 |
| Weitere Bilder                          | Geburtshaus Richard Wünsche                                      | (Karte) | bezeichnet 1796 (Wohnhaus); 18. Jahrhundert (Klopfstein)                                                                | Wohnhaus (Umgebinde) und Klopfstein für Tabakfabrikation im Innern, mit Einfriedung; Doppelstubenhaus, Obergeschoss Fachwerk, Verschieferung bezeichnet 1892, baugeschichtlich und ortsgeschichtlich von Bedeutung | 09225698 |
| Direkt Bild zu diesem Denkmal hochladen | Eisenbahnbrücke über den Ritterbach und die Seitenstraße         | (Karte) | Ende 19. Jahrhundert (Eisenbahnbrücke)                                                                                  | dreibogige Brücke, baugeschichtlich und technikgeschichtlich von Bedeutung | 09226341 |
| Weitere Bilder                          | Oberlausitzer Blumenfabrik Alfred Neumann                        | (Karte) | um 1910 (Fabrik) | Fabrik mit Verwaltungsgebäude, anschließendem Produktionsgebäude mit Treppenhausturm und vorgelagerten Stützmauer mit Treppenanlage; repräsentative Anlage im Reformstil der Zeit um 1910, Verwaltungsgebäude mit seitlichem Runderker, zweigeschossiges Produktionsgebäude, baugeschichtlich, ortsbildprägend und technikgeschichtlich von Bedeutung                                                   | 09226318 |
| Weitere Bilder                          | Eisenbahnstrecke Oberoderwitz–Wilthen; Bahnhof Neugersdorf       | (Karte) | 1875 erweitert (Personenbahnhof)                                                                                        | Empfangsgebäude; eisenbahngeschichtlich von Bedeutung | 09226865 |
|                                         | Wasserturm                                                       | (Karte) | 1928 (Wasserturm) | Wasserturm; in expressionistischer Gestaltung, an Pagodenarchitektur erinnernd, technikgeschichtlich von Bedeutung | 09226655 |
| Weitere Bilder                          | Buntweberei und Färberei C. G. Hoffmann; Lautex                  | (Karte) | 1809 (Wohnhaus); 1921 (Wasserturm); Ende 19. Jahrhundert (Feuerwehr)                                                    | Verwaltungs- und anschließendes Fabrikgebäude, Wohnhaus (Umgebinde, Haus A), Feuerwehrhaus (Haus S) und Wasserturm; Verwaltungs- und Fabrikbau aufwändig in Neorenaissance, Umgebindehaus eines der Stammhäuser der Hoffmanns (siehe Karl-Liebknecht-Straße 12c und Rudolf-Breitscheid-Straße 27), wirtschaftsgeschichtlich, baugeschichtlich, technikgeschichtlich und ortsgeschichtlich von Bedeutung | 09226805 |
|                                         | Schmiede mit Ausstattung und Tanksäule                           | (Karte) | um 1850 (Schmiede); um 1930 (Tanksäule)                                                                                 | Gebäude als Relikt ländlicher Bauweise im städtischen Kontext baugeschichtlich, ortsgeschichtlich und technikgeschichtlich von Bedeutung, Tanksäule als eine der letzten sachsenweit erhaltenen von großer verkehrsgeschichtlicher und versorgungsgeschichtlicher sowie technikgeschichtlicher Bedeutung                                                                                                | 09274973 |

## Gablenz
| Bild                                    | Bezeichnung                           | Lage    | Datierung                                         | Beschreibung | ID       |
| --------------------------------------- | ------------------------------------- | ------- | ------------------------------------------------- | --- | -------- |
| Weitere Bilder                          | Waldeisenbahn Muskau (Sachgesamtheit) | (Karte) | ab 1895, Inbetriebnahme um 1900 (Eisenbahnanlage) | Sachgesamtheitsbestandteil der Sachgesamtheit Waldeisenbahn Muskau: Eisenbahnstrecke mit historischer Trasse als Sachgesamtheitsteil (siehe auch Sachgesamtheitsdokument Obj. 08975856); eisenbahngeschichtlich und ortsgeschichtlich von Bedeutung, baugeschichtlich von Bedeutung | 09303187 |
| Direkt Bild zu diesem Denkmal hochladen | Handspritzpumpe der Feuerwehr         | (Karte) | bezeichnet 1900 (Handspritzpumpe)                 | ortsgeschichtlich und technikgeschichtlich von Bedeutung, baugeschichtlich von Bedeutung | 09278998 |
| Weitere Bilder                          | Waldeisenbahn Muskau (Sachgesamtheit) | (Karte) | ab 1895, Inbetriebnahme um 1900 (Eisenbahnanlage) | Sachgesamtheitsbestandteil der Sachgesamtheit Waldeisenbahn Muskau: Eisenbahnstrecke mit historischer Trasse als Sachgesamtheitsteil (siehe auch Sachgesamtheitsdokument Obj. 08975856); eisenbahngeschichtlich und ortsgeschichtlich von Bedeutung                                 | 09303139 |

## Görlitz, Stadt
| Bild                                    | Bezeichnung | Lage    | Datierung | Beschreibung | ID       |
| --------------------------------------- | --- | ------- | --- | --- | -------- |
|                                         | Fabrikhalle mit Sheddächern, ursprünglich Tuchfabrik | (Karte) | 3. Viertel 19. Jahrhundert (Fabrik) | baugeschichtlich und ortsgeschichtlich von Bedeutung | 09281041 |
| Weitere Bilder                          | Tuchfabrik Bergmann & Krause / Lausitzer Volltuchfabrik | (Karte) | 2. Hälfte des 19. Jahrhunderts (Fabrikgebäude); um 1890 (Fabrikgebäude); bezeichnet 1892 (Schornstein); um 1890 (Wohnhaus) | Zwei Fabrikgebäude einer Tuchfabrik mit überbauter Durchfahrt, ein Wohnhaus mit Giebel zum Grünen Graben, ein Schornstein sowie alle Einfriedungsmauern aus Ziegel-, Bruchstein- und zyklopisch versetztem Mauerwerk; Anlehnung an Schinkelsche Neugotik, baugeschichtlich, ortsgeschichtlich und technikgeschichtlich von Bedeutung | 09282780 |
| Direkt Bild zu diesem Denkmal hochladen | Richard-Raupach-Werke; Maschinenfabrik | (Karte) | ab 1884, um 1910 fast alle Bauten da (Maschinenbauindustrieanlage); 1896-1920 (Fabrikhalle); Ende 19. Jahrhundert (Verwaltungsgebäude); Ende 19. Jahrhundert (Pförtnerhaus); Ende 19. Jahrhundert (Technikum)                                               | Verwaltungsgebäude, Pförtnerhaus, fünf Fabrikhallen, sog. Technikum und Wohnhaus einer Maschinenfabrik, dazu die Sitzgruppe Parkbank an der Zittauer Straße gegenüber dem Straßenbahndepot; Fabrikhallen auch Adresse Zittauer Straße 32, 34, 36, 38, 40, 42, Wohnhaus Zittauer Straße 43, gegründet 1878 in der Leipziger Straße, 1884 Umsiedlung in die Pomologische Gartenstraße, Bauten gestalterisch anspruchsvoll durch Putzflächen mit Klinker-Gliederungssystem, baugeschichtlich und technikgeschichtlich von Bedeutung | 09281718 |
| Direkt Bild zu diesem Denkmal hochladen | Richard-Raupach-Werke; Maschinenfabrik | (Karte) | ab 1884, um 1910 fast alle Bauten da (Maschinenbauindustrieanlage); 1896-1920 (Fabrikhalle); Ende 19. Jahrhundert (Verwaltungsgebäude); Ende 19. Jahrhundert (Pförtnerhaus); Ende 19. Jahrhundert (Technikum)                                               | Verwaltungsgebäude, Pförtnerhaus, fünf Fabrikhallen, sog. Technikum und Wohnhaus einer Maschinenfabrik, dazu die Sitzgruppe Parkbank an der Zittauer Straße gegenüber dem Straßenbahndepot; Fabrikhallen auch Adresse Zittauer Straße 32, 34, 36, 38, 40, 42, Wohnhaus Zittauer Straße 43, gegründet 1878 in der Leipziger Straße, 1884 Umsiedlung in die Pomologische Gartenstraße, Bauten gestalterisch anspruchsvoll durch Putzflächen mit Klinker-Gliederungssystem, baugeschichtlich und technikgeschichtlich von Bedeutung | 09281718 |
| Weitere Bilder                          | Eisenbahnstrecke Görlitz–Zittau; Neißetalbahn; Bahnhof Hagenwerder; früher Bahnhof Nickrisch | (Karte) | 1875 (Empfangsgebäude) | Empfangsgebäude und kleines Nebengebäude des Bahnhofs; Bahnhof Hagenwerder (vormals Nickrisch), baugeschichtlich, eisenbahngeschichtlich und ortsgeschichtlich von Bedeutung | 09277231 |
| Weitere Bilder                          | Schaufelradbagger SRs 1200 Nr. 1452 | (Karte) | bezeichnet1961 (Schaufelradbagger) | letzter erhaltener Bagger aus dem Bereich des Tagebaus Schönau-Berzdorf, ortsgeschichtlich und technikgeschichtlich von Bedeutung | 09284941 |
| Weitere Bilder                          | Turbinenhaus als Nachfolgebau der von 1699 bis 1928 bestehenden Vierradenmühle, mit Kaplanturbine und allen Wehranlagen, dazu polygonales Bollwerk zwischen Fluss und Mühlgraben, mit Umgang und Mole | (Karte) | wohl um 1699 (Bollwerk); nach 1928 (Turbinenhaus) | baugeschichtlich, ortsgeschichtlich und technikgeschichtlich von Bedeutung | 09284986 |
| Weitere Bilder                          | Neißeviadukt der Eisenbahnstrecke Görlitz–Breslau (Wrocław) | (Karte) | 1844-1847 (Viadukt); 1875 (Bahnwärterhaus) | Eisenbahnviadukt über die Neiße und Brückenwärterhäuschen an der Strecke unmittelbar neben der Überführung der Blockhausstraße; eisenbahngeschichtlich und technikgeschichtlich von Bedeutung (Der Denkmalschutz nach dem sächsischen Denkmalschutzgesetz bezieht sich juristisch auf den Bauteil westlich der deutsch-polnischen Grenze.) | 09281860 |
| Weitere Bilder                          | Obermühle | (Karte) | 18. Jahrhundert (Kleiner Bau); 19. Jahrhundert (Mühle) | Mühlenanlage mit allen Gebäuden als Bestandteil der Obermühle, dabei der lange, zusammengesetzte nördliche Bau und der flussseitige kleinere Bau mit Hechtgaupen, der Mühlgraben und das Wehr; die Mühle umfasste eine Walkmühle und eine Papiermühle, sie hatte einen Kupferhammer (1750 im Plan eingezeichnet); ortsgeschichtlich und technikgeschichtlich von Bedeutung | 09282503 |
| Weitere Bilder                          | Obermühle | (Karte) | um 1920 (großer Mühlenbau); bezeichnet 1832 (Nr. 6); 18. Jahrhundert (Brauhaus); um 1920 (Mühlentechnik) | Mühlenanlage mit allen Gebäuden, dabei der lange, zusammengesetzte südliche Bau mit dem damit verbundenen kleineren hofbildenden nördlichen Bau, das Wehr über die Neiße mit dem Bau darüber, dazu das Brauhaus als westlichster Bau, das Haus mit Krüppelwalmdach (Nr. 6), das Haus mit Mansarddach weiter oben am Weg und die Mauer entlang des Weges; zeitweise Apelt’sche Mühle; regionalgeschichtlich und wirtschaftsgeschichtlich von Bedeutung | 09281065 |
|                                         | Eisenbahnstrecke Görlitz–Dresden | (Karte) | 3. Viertel 19. Jahrhundert (Fassade des einstigen Lokomotivschuppens) | Lokomotivschuppen aus Klinkermauerwerk; bis auf Vorderfassade abgebrochen (dahinter Neubau einer Hochgarage); eisenbahngeschichtlich von Bedeutung | 09280765 |
| Weitere Bilder                          | Bahnhof Görlitz mit Postamt (Sachgesamtheit) | (Karte) | 1914–1917 (Bahnhofsteil); 1915–1917 (Empfangsgebäude und Verwaltungsbau); 1914–1917 (Güterabfertigungsgebäude mit Güterschuppen); 1914–1917 (Mauer mit Tor); 1872/1873 (Stützmauern der Unterführung und Tunnel); um 1915 (Eingangsbau zum Bahnsteigtunnel) | Einzeldenkmale o. g. Sachgesamtheit: Empfangsgebäude, Nr. 76, Postgebäude mit Nebengebäude, Nr. 75, Bahn-Verwaltungsgebäude mit Eisenbahnerheim, Nr. 77, Bahnsteighalle mit allen Bahnsteigen, Überdachungen und Häuschen, die Mauer zur Bahnhofstraße, Nr. 77a, zwei Güterabfertigungsgebäude und zwei lange Güterschuppen westlich des Bahnhofs einschließlich der Granitpflasterungen, ein Güterabfertigungsgebäude mit Güterschuppen südlich davon, der nahe gelegene Eingangsbau zu den unterirdischen Bahnsteigzugängen, Verwaltungsgebäude, Wasserturm und Stellwerk B5 als Reiterstellwerk mit dem 1916 in Betrieb genommenen elektromagnetischen Stellwerk 1907/1912 an der Sattigstraße, ein Wasserkran sowie die im südöstlichen Bahnhofsgelände gelegene Unterführung der Zittauer Strecke mit seitlichen Stützmauern, Fußgängerbrücke, Stahlfachwerkbrücke der Breslauer Strecke und Tunnel (siehe auch Sachgesamtheitsliste – Obj. 09304008, gleiche Anschrift); entworfen wurde der Bahnhof von der königlich preußischen Eisenbahndirektion Breslau unter Mitarbeit des Architekten Regierungsbaumeister Eckert; Elektrifizierung der Strecke 1923; eisenbahngeschichtlich, baugeschichtlich und technikgeschichtlich von Bedeutung | 09282065 |
| Weitere Bilder                          | Eisenbahnstrecke Görlitz–Dresden; Post und Bahnhof Görlitz (Sachgesamtheit) | (Karte) | 1847–1920 (Personenbahnhof) | Sachgesamtheit Post und Bahnhof Görlitz mit den Einzeldenkmalen: Empfangsgebäude, Nr. 76, Postgebäude mit Nebengebäude, Nr. 75, Bahn-Verwaltungsgebäude mit Eisenbahnerheim, Nr. 77, Bahnsteighalle mit allen Bahnsteigen, Überdachungen und Häuschen, die Mauer zur Bahnhofstraße, Nr. 77a, zwei Güterabfertigungsgebäude und zwei lange Güterschuppen westlich des Bahnhofs einschl. der Granitpflasterungen, ein Güterabfertigungsgebäude mit Güterschuppen südlich davon, der nahe gelegene Eingangsbau zu den unterirdischen Bahnsteigzugängen, Verwaltungsgebäude, Wasserturm und Stellwerk B5 als Reiterstellwerk mit dem 1916 in Betrieb genommenen elektromagnetischen Stellwerk 1907/12 an der Sattigstraße, ein Wasserkran sowie die im südöstlichen Bahnhofsgelände gelegene Unterführung der Zittauer Strecke mit seitlichen Stützmauern, Fußgängerbrücke, Stahlfachwerkbrücke der Breslauer Strecke und Tunnel und Mauer zur Bahnhofstraße, Nr. 77a (siehe auch Einzeldenkmalliste – Obj. 09282065, gleiche Anschrift); eisenbahngeschichtlich, baugeschichtlich und technikgeschichtlich von Bedeutung | 09304008 |
| Direkt Bild zu diesem Denkmal hochladen | VEB Bramsch, Betriebsteil Backhefe Görlitz; vormals Görlitzer Getreide-Brennereien, Preßhefe-, Sprit- und Malzfabriken Hagspihl & Co. KG (Sachgesamtheit)                                             | (Karte) | ab 1858 (Fabrikgebäude); ab 1887 (Fabrikgebäude); 1. Hälfte 20. Jahrhundert, Kesselanlage (technische Ausstattung); 1. Hälfte 20. Jahrhundert, Gärerei / Brennerei (technische Ausstattung); 1924, Dampfkompressor (technische Ausstattung)                 | Einzeldenkmale der o. g. Sachgesamtheit: Fabrikantenvilla, Villengarten mit struktur- und raumbildender Bepflanzung, Wegesystem, Einfriedung sowie zwei Brunnen, Fabrikgebäude entlang der Hilgerstraße sowie spätere Anbauten und Schornstein einschließlich der erhaltenen zugehörigen technischen Ausstattung (darunter Kesselanlage und Dampfkompressor), Gewächshaus sowie zwei Maischetanks und die Pflasterung im Hofbereich (siehe auch Sachgesamtheitsdokument Obj. 09302672); mit Übernahme der seit 1858 bestehenden Dampf-Mälzerei und -Brennerei durch Guido Hagsphil im Jahr 1862 Beginn einer erfolgreichen, innovationsfreudigen Unternehmensentwicklung, u. a. Eigenentwicklung einer Presshefesiebmaschine, zwei Fabrikantenvillen mit aufwändigem Villengarten und ständige bauliche Erweiterungen der Produktionsanlagen zeugen vom wirtschaftlichen Erfolg des innerhalb der Görlitzer Industriegeschichte bedeutenden Unternehmens, das zu DDR-Zeiten eine von nur fünf produzierenden Hefefabriken war, die Fabrikantenvilla mit Villengarten zeugt zudem vom hohen Repräsentationsanspruch des Fabrikanten, somit kommt dem z. T. mit originaler technischer Ausstattung erhaltenen Ensemble eine außerordentliche industriegeschichtliche, technikgeschichtliche, baugeschichtliche und gartenkünstlerische Bedeutung zu | 09282076 |
| Direkt Bild zu diesem Denkmal hochladen | VEB Bramsch, Betriebsteil Backhefe Görlitz; vormals Görlitzer Getreide-Brennereien, Preßhefe-, Sprit- und Malzfabriken Hagspihl & Co. KG (Sachgesamtheit)                                             | (Karte) | 2. Hälfte 19. Jahrhundert (Fabrikanlage); 1955, Maischetank (technische Ausstattung); 1966, Maischetank (technische Ausstattung) | Sachgesamtheit Görlitzer Getreide-Brennereien, Preßhefe-, Sprit- und Malzfabriken Hagspihl & Co. KG mit folgenden Einzeldenkmalen: zwei Fabrikantenvillen, Villengarten mit struktur- und raumbildender Bepflanzung, Wegesystem, Einfriedung sowie zwei Brunnen, Fabrikgebäude entlang der Hilgerstraße sowie spätere Anbauten und Schornstein einschließlich der erhaltenen zugehörigen technischen Ausstattung (darunter Kesselanlage und Dampfkompressor), Gewächshaus sowie zwei Maischetanks und die Pflasterung im Hofbereich (siehe Einzeldenkmallisten Bautzener Straße 32 -Obj. 09282076 und Bautzener Straße 33 -Obj. 09282075) sowie den Sachgesamtheitsteilen Hofpflasterung mit Resten des Gleisanschlusses und zwei Maischetanks; mit Übernahme der seit 1858 bestehenden Dampf-Mälzerei und -Brennerei durch Guido Hagsphil im Jahre 1862 Beginn einer erfolgreichen, innovationsfreudigen Unternehmensentwicklung, u. a. Eigenentwicklung einer Presshefesiebmaschine, zwei Fabrikantenvillen mit aufwändigem Villengarten und ständige bauliche Erweiterungen der Produktionsanlagen zeugen vom wirtschaftlichen Erfolg des innerhalb der Görlitzer Industriegeschichte bedeutenden Unternehmens, das zu DDR-Zeiten eine von nur fünf produzierenden Hefefabriken war, die Fabrikantenvilla mit Villengarten zeugt zudem vom hohen Repräsentationsanspruch des Fabrikanten, somit kommt dem z. T. mit originaler technischer Ausstattung erhaltenen Ensemble eine außerordentliche industriegeschichtliche, technikgeschichtliche, baugeschichtliche und gartenkünstlerische Bedeutung zu | 09302672 |
| Direkt Bild zu diesem Denkmal hochladen | Brautwiesentunnel | (Karte) | Ende 19. Jahrhundert (Straßentunnel) | Straßentunnel; Tunnel der verlängerten Lutherstraße zum Brautwiesenplatz unter Eisenbahnanlage, baugeschichtlich und eisenbahngeschichtlich von Bedeutung | 09282577 |
| Direkt Bild zu diesem Denkmal hochladen | Transformatorenhäuschen aus Klinker | (Karte) | um 1930 (Transformatorenstation) | technikgeschichtlich von Bedeutung | 09281218 |
| Direkt Bild zu diesem Denkmal hochladen | Verwaltungsgebäude der chemischen Reinigung und Wäscherei | (Karte) | ab 1870 (Fabrik); um 1890 (Hauptbauten mit Segmentbögen) | ortsgeschichtlich von Bedeutung | 09281924 |
| Direkt Bild zu diesem Denkmal hochladen | VEB Feuerlöschgerätewerk Görlitz | (Karte) | um 1890 (Hauptbauten mit Segmentbögen) | Fabrikgebäude des Feuerlöschgerätewerks; straßenseitige Produktionshalle aus Klinkermauerwerk, baugeschichtlich und ortsgeschichtlich von Bedeutung | 09281140 |
| Weitere Bilder                          | Waggonbau | (Karte) | ab1870-1956 (Fabrikanlagenteil); 1903 (Sozialgebäude); 1901-1956 (Fabrikgebäude); 1956 (Kesselhaus); 1900 (vier Verwaltungsgebäude) | Fabrikanlage mit den 2010 verbliebenen Gebäuden; dabei Verwaltungsbau von Chr. Lüders an der Brunnenstraße (1849), die Klinkermauer an der Chr.-Lüders-Straße, Mauer und drei Bauten sowie Einfahrtsgebäude an der Hilgerstraße, alle Bauten an der Südseite des Areals sowie die Bauten der 1950er Jahre an der Ecke Chr.-Lüders-Straße / Brunnenstraße, wirtschaftsgeschichtliche und baugeschichtliche Bedeutung | 09280066 |
| Direkt Bild zu diesem Denkmal hochladen | Waggonbau | (Karte) | 1920er Jahre (Stahlbetonskelettbau); vor 1900 (Fabrikgebäude) | Fabrikanlage Waggonbau Görlitz, siehe Brunnenstraße 11; baugeschichtlich, ortsgeschichtlich und technikgeschichtlich von Bedeutung | 09280057 |
| Direkt Bild zu diesem Denkmal hochladen | Fabrik, nach links in geschlossener Bebauung | (Karte) | vor 1900 (Fabrik) | technikgeschichtlich von Bedeutung | 09280064 |
| Direkt Bild zu diesem Denkmal hochladen | Schlachthof | (Karte) | ab 1894 (Schlachthofanlagenteil); um 1910 (Kälberhalle); um 1957 (zu Nr. 23); um 1910 (Heizhaus mit Schornstein); um 1910 (Schlachthaus) | Schlachthof mit allen bestehenden Bauten, dabei neues Verwaltungsgebäude mit hinterem Saalanbau, die ursprünglichen Klinkerbauten, darunter Heizhaus mit Schornstein, altes Schlachthaus, Gesellenhaus, Kälberhalle, als Putzbauten das Pförtnerhaus, die Polizei- und Pferdeschlachthalle und die Mauer zur Cottbuser Straße (diese Erweiterungsbauten von Hugo Wedel); siehe auch Verwaltungsgebäude Rauschwalder Straße 73, baugeschichtlich und technikgeschichtlich von Bedeutung | 09280958 |
| Direkt Bild zu diesem Denkmal hochladen | Fabrikgebäude | (Karte) | 1920er Jahre (Fabrik) | baugeschichtlich von Bedeutung | 09282499 |
|                                         | Görlitzer Nachrichten und Anzeiger | (Karte) | um 1850 (Wohnhaus); 1914 (Druckerei) | Wohnhaus in geschlossener Bebauung und Druckereigebäude der Görlitzer Nachrichten im Hof; baugeschichtlich und ortsgeschichtlich von Bedeutung | 09302583 |
| Weitere Bilder                          | Freisebad; Kaltwasserheilanstalt | (Karte) | 1885-1887 (Badeanstalt) | Wasserheil- und Badeanstalt mit mehreren Becken zum Schwimmen und für Wannen- und Dampfbäder; begründet von Sanitätsrat Walter Freise (1856-1918), baugeschichtlich, sozialgeschichtlich und ortsgeschichtlich von Bedeutung | 09281068 |
| Direkt Bild zu diesem Denkmal hochladen | Eisenbahnstrecke Görlitz–Berlin | (Karte) | 2. Hälfte 19. Jahrhundert (Straßenbrücke) | Straßenbrücke über die Eisenbahnstrecke Görlitz–Berlin; technikgeschichtlich von Bedeutung | 09283056 |
| Direkt Bild zu diesem Denkmal hochladen | Papierfabrik | (Karte) | 1870er Jahre (Papier- und Kartonagenfabrik) | traditioneller dreigeschossiger Bau mit Zwerchgiebel zur Straße, ortsgeschichtlich und technikgeschichtlich von Bedeutung | 09282501 |
| Direkt Bild zu diesem Denkmal hochladen | Waggonbau | (Karte) | vor 1900 (Fabrikgebäude) | Drei Fabrikgebäude des Waggonbau Görlitz entlang der Straße, siehe auch Brunnenstraße 11; baugeschichtlich und technikgeschichtlich von Bedeutung | 09280049 |
|                                         | Waggonbau | (Karte) | vor 1900 (Fabrikgebäude) | Drei Fabrikgebäude des Waggonbau Görlitz entlang der Straße, siehe Brunnenstraße 11; Klinker, baugeschichtlich und technikgeschichtlich von Bedeutung | 09280050 |
| Direkt Bild zu diesem Denkmal hochladen | Wohnhaus | (Karte) | 1903/1904 Vorderbau (Wohnhaus) | nach links mit der zurückgesetzten Nr. 17 verbunden und nach hinten abgetreppt, Bauherr des Vorderbaus war der Maurermeister W. Voigt, des hinteren Baus von 1856 (kein Denkmal) Maurerpolier Weißbach, baugeschichtlich und straßenbildprägend von Bedeutung | 09280789 |
| Direkt Bild zu diesem Denkmal hochladen | Mietshaus in geschlossener Bebauung mit Reithalle im Hof | (Karte) | 1890er Jahre (Mietshaus) | baugeschichtlich und ortsgeschichtlich von Bedeutung | 09280796 |
| Direkt Bild zu diesem Denkmal hochladen | Fabrik mit Nebengebäude | (Karte) | nach 1850 (Fabrik) | baugeschichtlich und technikgeschichtlich von Bedeutung | 09281637 |
| Direkt Bild zu diesem Denkmal hochladen | Rotunda-Werk | (Karte) | um 1874 (Fabrikantenvilla); 1870-1875 (Fabrik) | Villa und Fabrik des Rotunda-Werkes; baugeschichtlich und technikgeschichtlich von Bedeutung | 09281470 |
| Direkt Bild zu diesem Denkmal hochladen | Wareneinkaufsverein | (Karte) | um 1870 (Fabrikanlage) | Fabrikanlage mit drei Fabrikgebäuden über hufeneisenförmigem Grundriss, dem nördlichen Bau dahinter und dem Wagenschuppen, dazu die Pflasterung und Einfriedungsmauer an der Straße; östlicher größter Bau massiv, Flügelbauten und freie Bauten Backstein, Pflasterung aus größerem und kleinerem Granit auf dem Gelände, baugeschichtlich und wirtschaftsgeschichtlich von Bedeutung | 09281471 |
| Direkt Bild zu diesem Denkmal hochladen | Spedition Paul Donath | (Karte) | um 1910 (Fabrik) | Möbeltransport und Posthalterei; auch Paul Donath Spedition, mehrere Gebäude in einer Reihe, baugeschichtlich von Bedeutung | 09280973 |
| Direkt Bild zu diesem Denkmal hochladen | Eisenbahnstrecke Görlitz–Berlin | (Karte) | 1866–1867 (Eisenbahnbrücke) | Eisenbahnbrücke über die Reichenbacher und Rauschwalder Straße; baugeschichtlich und technikgeschichtlich von Bedeutung | 09281468 |
| Direkt Bild zu diesem Denkmal hochladen | Görlitzer Kreisbahn |         | 1905 oder etwas später (Lokschuppen) | Lokschuppen der Kreisbahn mit Nebengebäuden; Hauptbau und kleinerer hinterer Anbau in preußischem Fachwerk, angebaute Nebengebäude aus Klinker, authentisch erhaltene Gebäude mit geschichtlichem Wert und wissenschaftlich-dokumentarischer Bedeutung | 09283058 |
| Direkt Bild zu diesem Denkmal hochladen | Straßenbrücke über die Eisenbahnstrecke Berlin–Görlitz | (Karte) | 2. Hälfte 19. Jahrhundert (Straßenbrücke) | baugeschichtlich und technikgeschichtlich von Bedeutung | 09283055 |
| Direkt Bild zu diesem Denkmal hochladen | Brauerei zum Felsenkeller; Nordstern-Großweinkelterei | (Karte) | ab 1857 (Brauerei); 2. H. 19. Jahrhundert (Wohn- und Restaurationsgebäude) | Brauerei mit allen Gebäuden: Malzdarre, Kühlhaus, Kesselhaus, Tiefenkeller, Wohn- und Restaurationsgebäude und Nebengebäude wie Werkstätten, Pferdestall und Remise; Anlage der Brauerei durch Brauermeister Ernst Herrmann Bescheerer, großer Bau an der Sonnenstraße Malzdarre, Leuchtwerbung für Nordstern an der Giebelseite (Firmensignet mit Weinrebe und Schriftzug) bei UDB Görlitz eingelagert, baugeschichtlich, ortsgeschichtlich und technikgeschichtlich von Bedeutung | 09269569 |
| Direkt Bild zu diesem Denkmal hochladen | Kondensatorenwerk | (Karte) | 1877 oder 1884 (Fabrikgebäude) | Fabrik mit zwei parallel zueinander liegenden Fabrikgebäuden und Verbindungsbau mit Schornstein; baugeschichtlich, technikgeschichtlich und ortsgeschichtlich von Bedeutung | 09281042 |
| Direkt Bild zu diesem Denkmal hochladen | Eisenbahnstrecke Görlitz–Berlin | (Karte) | um 1905 (Wasserwerk) | Reichsbahn-Wasserwerk mit Dienstgebäude, Beamtenwohnhaus und Transformatorenturm; hier trennen sich die Strecken nach Berlin und Weißenberg, letzteres die Kreisbahn, baugeschichtlich und eisenbahngeschichtlich von Bedeutung | 09299662 |
| Weitere Bilder                          | Kunstmühle | (Karte) | bezeichnet 1606 (Renovierung); bezeichnet 1858-1859 (Getreidemühle) | Zwei Mühlengebäude mit Verbindungsgang, Nebengebäude, Mühlgraben, Wehr, und Zufahrtsbrücke, im unmittelbar an der Straße gelegenen Hauptbau der überwiegende Teil der 1930 installierten Technik noch erhalten; letzterer heute für Kulturveranstaltungen genutzt, beeindruckendes Ensemble einer Wassermühle mit Außenanlagen und Technik, baugeschichtlich, ortsgeschichtlich und technikgeschichtlich von Bedeutung | 09269594 |
| Direkt Bild zu diesem Denkmal hochladen | Wohnhaus in nach links geschlossener Bebauung | (Karte) | Anfang 19. Jahrhundert (Wohnhaus) | baugeschichtlich von Bedeutung | 09282911 |
| Direkt Bild zu diesem Denkmal hochladen | Teichmühle; Wollspinnerei Bergmann und Krause (Sachgesamtheit) | (Karte) | 18./19. Jahrhundert (Fabrikanlage) | Sachgesamtheit Teichmühle, später Wollspinnerei mit folgenden Einzeldenkmalen: Fabrikgebäude (siehe Einzeldenkmalliste Rothenburger Straße 57, obj. 09282763), neues Fabrikgebäude (siehe Einzeldenkmalliste Kleine Wallstraße 4, obj. 09282912), Wohnhaus, später Bürogebäude (siehe Einzeldenkmalliste Kleine Wallstraße 5, obj.09282913) sowie Schlossereigebäude und Schornstein mit Unterbau (siehe Einzeldenkmalliste Nikolaigraben 15, obj. 09285422); baugeschichtlich, ortsgeschichtlich und technikgeschichtlich von Bedeutung | 09303015 |
| Direkt Bild zu diesem Denkmal hochladen | Teichmühle; Wollspinnerei Bergmann und Krause (Sachgesamtheit) |         | nach 1830 (Wohnhaus) | Einzeldenkmal der Sachgesamtheit Teichmühle, später Wollspinnerei: Wohnhaus, später Bürogebäude (siehe auch Sachgesamtheitsdokument obj. 09303015); baugeschichtlich und ortsgeschichtlich von Bedeutung | 09282913 |
| Direkt Bild zu diesem Denkmal hochladen | Teichmühle; Wollspinnerei Bergmann und Krause (Sachgesamtheit) | (Karte) | 18./19. Jahrhundert (Fabrikanlage) | Sachgesamtheit Teichmühle, später Wollspinnerei mit folgenden Einzeldenkmalen: Fabrikgebäude (siehe Einzeldenkmalliste Rothenburger Straße 57, obj. 09282763), neues Fabrikgebäude (siehe Einzeldenkmalliste Kleine Wallstraße 4, obj. 09282912), Wohnhaus, später Bürogebäude (siehe Einzeldenkmalliste Kleine Wallstraße 5, obj.09282913) sowie Schlossereigebäude und Schornstein mit Unterbau (siehe Einzeldenkmalliste Nikolaigraben 15, obj. 09285422); baugeschichtlich, ortsgeschichtlich und technikgeschichtlich von Bedeutung | 09303015 |
| Weitere Bilder                          | Gaswerk | (Karte) | 1853/54 (Gasbehälter); Klinkerbauten bis 1889 (Gaswerk) | Gaswerk mit allen Bestandteilen: Hauptbau für zwei Gasbehälter, das östlich und zum Hof angebaute Reinigungshaus, weiter nach Osten an der Lunitz der Kalkschuppen, nur noch Fassade erhalten und das anschließende Regenerierhaus, südlich des Hauptbaus das Kühler- und Wäschergebäude sowie Einfriedungsmauer und Tore; das Retortenhaus ganz hinten besteht wohl nicht mehr, Anlass der Erbauung war die Einrichtung einer Straßenbeleuchtung, baugeschichtlich, ortsgeschichtlich und technikgeschichtlich von Bedeutung | 09282779 |
| Direkt Bild zu diesem Denkmal hochladen | Teichmühle; Wollspinnerei Bergmann und Krause (Sachgesamtheit) | (Karte) | 2. Hälfte 19. Jahrhundert (Fabrik) | Einzeldenkmal der Sachgesamtheit Teichmühle, später Wollspinnerei: Schlossereigebäude und Schornstein mit Unterbau (siehe auch Sachgesamtheitsdokument obj. 09303015); baugeschichtlich, ortsgeschichtlich und technikgeschichtlich von Bedeutung | 09285422 |
| Direkt Bild zu diesem Denkmal hochladen | Teichmühle; Wollspinnerei Bergmann und Krause (Sachgesamtheit) | (Karte) | 18./19. Jahrhundert (Fabrikanlage) | Sachgesamtheit Teichmühle, später Wollspinnerei mit folgenden Einzeldenkmalen: Fabrikgebäude (siehe Einzeldenkmalliste Rothenburger Straße 57, obj. 09282763), neues Fabrikgebäude (siehe Einzeldenkmalliste Kleine Wallstraße 4, obj. 09282912), Wohnhaus, später Bürogebäude (siehe Einzeldenkmalliste Kleine Wallstraße 5, obj.09282913) sowie Schlossereigebäude und Schornstein mit Unterbau (siehe Einzeldenkmalliste Nikolaigraben 15, obj. 09285422); baugeschichtlich, ortsgeschichtlich und technikgeschichtlich von Bedeutung | 09303015 |
| Direkt Bild zu diesem Denkmal hochladen | Teichmühle; Wollspinnerei Bergmann und Krause (Sachgesamtheit) | (Karte) | 18./19. Jahrhundert (Fabrikanlage) | Sachgesamtheit Teichmühle, später Wollspinnerei mit folgenden Einzeldenkmalen: Fabrikgebäude (siehe Einzeldenkmalliste Rothenburger Straße 57, obj. 09282763), neues Fabrikgebäude (siehe Einzeldenkmalliste Kleine Wallstraße 4, obj. 09282912), Wohnhaus, später Bürogebäude (siehe Einzeldenkmalliste Kleine Wallstraße 5, obj.09282913) sowie Schlossereigebäude und Schornstein mit Unterbau (siehe Einzeldenkmalliste Nikolaigraben 15, obj. 09285422); baugeschichtlich, ortsgeschichtlich und technikgeschichtlich von Bedeutung | 09303015 |
|                                         | Teichmühle; Wollspinnerei Bergmann und Krause (Sachgesamtheit) | (Karte) | nach 1830 (Fabrik) | Einzeldenkmal der Sachgesamtheit Teichmühle, später Wollspinnerei: Fabrikgebäude (siehe auch Sachgesamtheitsdokument obj. 09303015); ortsgeschichtlich und technikgeschichtlich von Bedeutung | 09282763 |
| Direkt Bild zu diesem Denkmal hochladen | Eisenbahnstrecke Görlitz–Dresden; Haltepunkt Rauschwalde | (Karte) | 1906-1909 (Eisenbahnbauten) | Eisenbahn-Bauten unmittelbar entlang der Strecke Dresden–Görlitz auf der nördlichen Seite, entstanden im Zusammenhang mit dem Verschiebebahnhof Rauschwalde, Reihenfolge von Westen nach Osten: 1. Kleiner Bau, 2. zweigeschossiger Bau mit Satteldach, 3. kleiner Querbau, 4. zweiteiliger großer Bau (westlich mit Satteldach, östlich mit Flachdach), 5. kleiner Querbau, 6. zweigeschossiger Bau; alle Bauten Klinker, teils mit Putzflächen, baugeschichtlich, eisenbahngeschichtlich und technikgeschichtlich von Bedeutung | 09301990 |
|                                         | Görlitzer Kreisbahn; Bahnhof Görlitz | (Karte) | 1905 (Empfangsgebäude) | Empfangsgebäude mit linkem Anbau; Anfang der Kreisbahn Richtung Königshain, Bahnhof hieß zeitweise Görlitz-West, baugeschichtlich und eisenbahngeschichtlich von Bedeutung | 09289209 |
| Direkt Bild zu diesem Denkmal hochladen | Transformatorenhäuschen | (Karte) | 1920er Jahre (Transformatorenstation) | technikgeschichtlich von Bedeutung | 09280138 |
| Direkt Bild zu diesem Denkmal hochladen | Maschinenfabrik Roscher GmbH | (Karte) | 1899 (Maschinenbauindustrieanlagenteil) | Fabrik für Ziegeleimaschinen und vorübergehend auch Dampfmaschinen, mit Verwaltungsgebäude und zwei großen Hallen; gegr. 1888 von Ingenieur Wilhelm Roscher, der bis 1899 im Hof der Dresdner Straße 7 produzierte, baugeschichtlich, ortsgeschichtlich und technikgeschichtlich von Bedeutung | 09282635 |
| Direkt Bild zu diesem Denkmal hochladen | Transformatorenhäuschen | (Karte) | bezeichnet 1926 (Transformatorenstation) | technikgeschichtlich von Bedeutung | 09282636 |
|                                         | Wasserturm | (Karte) | um 1909 (Wasserturm) | Wasserturm; Klinker, baugeschichtlich und technikgeschichtlich von Bedeutung | 09282423 |
| Direkt Bild zu diesem Denkmal hochladen | Eisenbahnstrecke Görlitz–Dresden; Verschiebebahnhof Schlauroth | (Karte) | 1906 bis 1909 (1. November 1909 Inbetriebnahme) | Verschiebebahnhof (ursprünglich teils preußisch, teils sächsisch) mit folgenden Gebäuden: Gebäude 5 – Halle II, Gebäude 6 – Gebäude für Materialwirtschaft Klinkermauerwerk, Gebäude 8 – Magazin, Gebäude 9 – Lager und Toiletten, Gebäude 10 – Sozialgebäude, Gebäude 11 – Bürogebäude, Gebäude 14 – Halle I, Lokschuppen, ursprünglich das westliche Drittel sächsisch, die östlichen zwei Drittel preußisch, Gebäude 15 – Sanitärgebäude, Gebäude 16 – Verwaltung, Gebäude 20 – Feuerwehr, nur alter vorderer Teil, dazu eine Kleinumladehalle, die Stellwerke B6, W5, W2, B1 und SVT (bis auf B1 und SVT ehemals mit Technik von Müller und May, ansässig auf der Reichenbacher Straße 53); alle Bauten in Klinker mit Putzflächen, Strecke nach Dresden Dat.: 1906 bis 1909, 1. November 1909 Inbetriebnahme, baugeschichtlich, eisenbahngeschichtlich und technikgeschichtlich von Bedeutung | 09280132 |
| Direkt Bild zu diesem Denkmal hochladen | Bunker mitsamt technischer Ausstattung in der Parkanlage zwischen Sattigstraße, Zittauer Straße und An der Jakobuskirche                                                                              | (Karte) | 1950er Jahre (Bunker) | militärgeschichtliche und baugeschichtliche Bedeutung | 09305977 |
| Direkt Bild zu diesem Denkmal hochladen | Eisenbahnstrecke Görlitz–Zittau; Neißetalbahn | (Karte) | 3. Viertel 19. Jahrhundert (Eisenbahnbrücke) | Eisenbahnbrücke; eisenbahngeschichtlich und technikgeschichtlich von Bedeutung | 09282575 |
| Weitere Bilder                          | Landskronbrauerei (vormals Görlitzer Aktien-Brauerei) | (Karte) | 1869-1871 (älteste Bauten) und später | Brauerei mit sämtlichen Gebäudeteilen; darunter straßenbegleitende Baugruppe aus Verwaltungsgebäude und Braumeistervilla 1914–1916 vom Görlitzer Architekten Gerhard Röhr mit wertvoller Ausstattung; Pförtnerhaus, Kesselhaus, Sudhaus und Schornstein sowie Einfriedung; alle Bauten in Klinkermauerwerk; baugeschichtlich, ortsgeschichtlich und technikgeschichtlich von Bedeutung | 09280320 |
| Direkt Bild zu diesem Denkmal hochladen | Wohnhaus in nach links geschlossener Bebauung | (Karte) | 1920er Jahre (Wohnhaus) | baugeschichtlich von Bedeutung | 09302571 |
| Direkt Bild zu diesem Denkmal hochladen | Fabrik | (Karte) | um 1912 (Fabrik) | möglicherweise in Stahlbeton-Skelettbauweise, baugeschichtlich von Bedeutung | 09280284 |
| Direkt Bild zu diesem Denkmal hochladen | Mietshaus in geschlossener Bebauung mit Vorgarten und Fabrikgebäude im Grundstück dahinter | (Karte) | Ende des 19. Jahrhunderts (Fabrik) | baugeschichtlich und städtebaulich von Bedeutung | 09281571 |
|                                         | Meyer-Optik | (Karte) | 1923 (Fabrikgebäude) | Optisch-Mechanische Industrieanstalt Hugo Meyer & Co.; von Architekt Alfred Hentschel; baugeschichtlich, ortsgeschichtlich und technikgeschichtlich von Bedeutung | 09280242 |
|                                         | Teufelsbrücke | (Karte) | nach 1875 (Straßenbrücke) | Straßenbrücke über die Eisenbahnstrecke Görlitz–Zittau; landschaftsprägendes Bauwerk, baugeschichtlich und technikgeschichtlich von Bedeutung | 09280317 |
| Direkt Bild zu diesem Denkmal hochladen | Görlitzer Eisengießereien | (Karte) | um 1900 (Gebäude 5, hintere Halle); 1930er Jahre (Gebäude 8, 9); 1939/1940 (Gebäude 7); 1953 (Gebäude 14, 15); um 1900 (Gebäude 21) | Verwaltungsgebäude mit angebautem Pförtnerhaus in Ecklage an der Melanchthonstraße; weiteres Verwaltungsgebäude, Turbinenhaus mit Turbine, Ambulatorium, Fassadenteile und Fabrikgebäude an der Lutherstraße sowie vier Fabrikgebäude im Fabrikgelände; baugeschichtlich, industriegeschichtlich und technikgeschichtlich von Bedeutung | 09280238 |
| Direkt Bild zu diesem Denkmal hochladen | Kakao-, Schokoladen- und Zuckerwaren-Fabrik Mattke & Sydow | (Karte) | ab 1894 (Gründungsjahr) | Fabrikgebäude und Pförtnerhaus; Fabrikfassaden in gelben Klinkern mit Muster aus roten Steinen; baugeschichtlich, ortsgeschichtlich und straßenbildprägend von Bedeutung | 09281715 |
|                                         | Wasserturm und Wassererdbehälter der städtischen Wasserversorgung | (Karte) | 1890 (Wasserturm); bezeichnet 1926 (Wassererdbehälter) | Wasserturm und Wassererdbehälter; Wasserturm gelber Klinker mit Muster, gebaut unter Magistratsrat Reichert; Wassererdbehälter aus Stahlbeton, zweigeschossig, mit großem quadratischem Grundriss, expressionistische Architektur; baugeschichtlich und technikgeschichtlich von Bedeutung | 09281717 |
|                                         | Sattigplatz; Eisenbahninspektion | (Karte) | 1884 (Parkanlage); um 1870 (Treppenanlage); 1868-1870 (Verwaltungsgebäude) | Parkanlage zwischen Sattigstraße, Zittauer Straße und An der Jakobuskirche, mit Dienstgebäude der Eisenbahninspektion, großer Treppenanlage und Bunker (Bunker siehe An der Jakobuskirche 8, Obj.-Dok.-Nr. 09305977) mitsamt technischer Ausstattung; Parkanlage mit stark bewegter Topografie, Inspektionsgebäude später als Wohnhaus für Eisenbahnbeamte genutzt; baugeschichtlich, eisenbahngeschichtlich, militärgeschichtlich und landschaftsgestaltend von Bedeutung | 09282984 |
| Direkt Bild zu diesem Denkmal hochladen | Spiegelfabrik Spiegel-Rodi | (Karte) | um 1905 (Fabrik) | Spiegelfabrik; lang in die Tiefe des Grundstücks reichender dreigeschossiger Klinkerbau; baugeschichtlich und technikgeschichtlich von Bedeutung | 09281483 |
| Weitere Bilder                          | Straßenbahndepot Görlitz | (Karte) | 1897 (Straßenbahndepot); 1897, Wagenhalle (Nahverkehrsbautenanlagenteil); 1897, Direktionsgebäude (Verwaltungsgebäude); 1914, Salz- und Sandlager (Pförtnerhaus); 1897, Triebwagen (Straßenbahn)                                                            | Straßenbahndepot mit Direktionsgebäude, Wagenhalle, Salzlager/Pforte, dazu zwei elektrische Triebwagen, ein Pferdebahnwagen und ein Sommerbeiwagen; Bauten in Klinkermauerwerk, Wagenhalle in der Konstruktion alt, nur im Erscheinungsbild verändert, Triebwagen von 1897 und 1926, Pferdebahnwagen von 1882; baugeschichtlich und technikgeschichtlich von Bedeutung | 09281869 |
|                                         | Braunkohlentagebau Berzdorf | (Karte) | 1920er Jahre (Schrägbandförderer) (Fördermaschine); nach 1950 (Förderturm); 1950er Jahre (Grabenschöpfgerät) | Einrichtungen im Braunkohlentagebau Berzdorf: Hochbunker (ehemaliges Siebgebäude), Schrägbandförderer, Grabenbunker mit Fördergeräten, Grabenschöpfgerät B300, Skipschachtanlage mit Förderturm, Fördermaschinenhaus mit Fördermaschine; technikgeschichtlich und regionalgeschichtlich von Bedeutung | 09282200 |
| Weitere Bilder                          | Mühle (Nr. 3a), Müllerwohnhaus (Nr. 3) und zwei Scheunen | (Karte) | 1. Hälfte 19. Jahrhundert (Mühle); bezeichnet 1856 (Scheune); 1. H. 19. Jahrhundert (Scheune) | baugeschichtlich, ortsgeschichtlich und technikgeschichtlich von Bedeutung | 09277235 |
| Direkt Bild zu diesem Denkmal hochladen | Standard-Kühlhaus | (Karte) | 1956 (Kühlhaus) | Kühllagerhaus mit Anbauten; mächtiger, mehrgeschossiger Stahlbetonskelettbau mit neoklassizistischer Fassade mit eingeschossigen Anbauten wie Maschinenhalle oder überdachten Laderampen, einer der imposantesten Industriebauten der Stadt, gehört zu den letzten vier erhaltenen von ursprünglich 12 baugleichen Exemplaren (DDR-Typenbau); industriegeschichtlich und wirtschaftsgeschichtlich von Bedeutung | 09300716 |
| Weitere Bilder                          | Eisenbahnstrecke Görlitz–Zittau; Neißetalbahn; Bahnhof Weinhübel; früher Bahnhof Leschwitz-Posottendorf                                                                                               | (Karte) | 1875 (Inbetriebnahme der Strecke) | Bahnhofsgebäude mit Güterschuppenanbau; Putzbau mit Klinkergliederung; eisenbahngeschichtlich von Bedeutung | 09280133 |
|                                         | Wasserwerk Görlitz | (Karte) | Ab 1889 (Wasserwerk); um 1900 (Verwaltungsgebäude); um 1900 (Technikgebäude mit Pumpe); bezeichnet 1928 (Fabrikgebäude) | Wasserwerk der Stadt Görlitz mit allen historischen Bauten in Ziegel und Klinker, dabei das Verwaltungsgebäude, das große dreiteilige Technikgebäude mit Pumpe, das kleine Technikgebäude mit quadratischem Grundriss im Nordosten und das aus zwei Teilen im Winkel bestehende Nebengebäude; Verwaltungsgebäude betont historisierend mit Türmen, Giebeln, Zinnen; baugeschichtlich und technikgeschichtlich von Bedeutung | 09280176 |
| Direkt Bild zu diesem Denkmal hochladen | Tuchfabrik Hossner und KZ Leschwitz | (Karte) | 2. H. 19. Jahrhundert (Textilindustrieanlagenteil); 2. H. 19. Jahrhundert (Geb. Nr. 30); 2. H. 19. Jahrhundert (Geb. Nr. 29); 2. H. 19. Jahrhundert (Geb. Nr. 30)                                                                                           | Volltuchfabrik mit bestehenden Gebäuden: Wohnhaus, Färberei (Nr. 30), Fabrikgebäude mit Kraftraum und ein Nebengebäude (Nr. 29), der Mühlgraben mit beidseitigen Natursteinmauern, als Rest des Schützen die befestigte Sohle, in der Neiße das Überfallwehr aus Granit; Fabrik hervorgegangen aus einer Mühle, auch als Schmidtmühle bezeichnet, KZ von März 1933 bis 30. August 1933, Gebäude Putzbauten mit Klinkerarchitekturelementen, baugeschichtlich, ortsgeschichtlich und technikgeschichtlich von Bedeutung | 09280103 |

## Groß Düben
| Bild                                    | Bezeichnung                                           | Lage    | Datierung                              | Beschreibung                                                                                          | ID       |
| --------------------------------------- | ----------------------------------------------------- | ------- | -------------------------------------- | --- | -------- |
|                                         | Eisenbahnstrecke Weißwasser–Forst; Bahnhof Halbendorf | (Karte) | Ende 19. Jahrhundert (Empfangsgebäude) | Bahnhofsgebäude und Toilettenhaus; Klinker, baugeschichtlich und eisenbahngeschichtlich von Bedeutung | 09288273 |
| Direkt Bild zu diesem Denkmal hochladen | Wohnhaus eines Bauernhofes                            | (Karte) | Ende 19. Jahrhundert (Wohnhaus)        | gelber Klinkerbau, baugeschichtlich von Bedeutung                                                     | 09299808 |

## Großschönau
| Bild           | Bezeichnung                                                                               | Lage    | Datierung                                                                                                 | Beschreibung | ID       |
| -------------- | ----------------------------------------------------------------------------------------- | ------- | --- | --- | -------- |
| Weitere Bilder | Steinmühle                                                                                | (Karte) | 1761 (Wiederaufbau nach Brand) bezeichnet 1822 (im Türstock)                                              | Wohnmühlenhaus, Obergeschoss Fachwerk, geschweiftes Bohlen-Walmdach mit Hecht; baugeschichtlich, ortsgeschichtlich und straßenbildprägend von Bedeutung | 09300250 |
| Weitere Bilder | Eisenbahnstrecke Mittelherwigsdorf–Warnsdorf–Eibau; Viadukt Großschönau; Pochebachviadukt | (Karte) | 1868–1871 (Viadukt); 1868–1871 (Fußgängerbrücke)                                                          | Eisenbahnviadukt, Fußgängerbrücke über die Eisenbahn (südlich von Hauptstraße 54), Straßenunterführung (an der Emil-Schiffner-Straße) und Wegeunterführung (hinter Hauptstraße 84 und 86); Eisenbahnviadukt als vielbogige Eisenbahnbrücke aus Naturstein, Nebenstrecke 1868–1874 von Mittelherwigsdorf über Warnsdorf nach Eibau, die Straßenunterführungen ein Bogen mit mächtigen gemauerten Wangen in Naturstein, baugeschichtlich, eisenbahngeschichtlich und technikgeschichtlich von Bedeutung | 09274680 |
| Weitere Bilder | Neuschönauer Brettmühle                                                                   | (Karte) | vermutlich um 1800 (Wohnhaus)                                                                             | Mühle mit allen Gebäuden, dabei das Wohnhaus (Umgebinde) mit vorderem massiven Anbau, ein Holzgebäude rechts daran, die Fachwerkscheune und alle massiven Scheunen und Stallungen, dazu die verbliebene technische Ausrüstung (Holzzahnräder etc.), baugeschichtlich und ortsgeschichtlich von Bedeutung | 09272691 |
| Weitere Bilder | Dampfmaschine                                                                             | (Karte) | 1903 (Dampfmaschine)                                                                                      | liegende Einzylinderdampfmaschine mit Ventilsteuerung und Achsregler, Fa. R. Trenck Erfurt, befindet sich in der ehem. Gurtbandweberei Emil Mättig, heute Motorrad-Veteranen und Technik-Museum, umgesetzt in die Hauptstraße 85, ehemalige Weberei C. G. Hänsch (ehemalige Schlauchboot), technikgeschichtlich von Bedeutung | 09303418 |
| Weitere Bilder | Waentigsche Fabrik (ehem.)                                                                | (Karte) | 1. Hälfte 19. Jahrhundert (Textilindustrie); 1. Hälfte 19. Jahrhundert (Bleiche); um 1860 (Fabrikgebäude) | Zwei im rechten Winkel verbundene Fabrikbauten und der Turm für die Garnbleiche (die sogenannte »Hänge«); Wäntigsche Fabrik, Weberei, Bleich- und Appreturanstalt, zuletzt VEB Frottana, industriegeschichtlich und ortsgeschichtlich von Bedeutung | 09272621 |
| Weitere Bilder | Mittelmühle (ehem.); Volkskunde- und Mühlenmuseum                                         | (Karte) | 1615, später mehrfach verändert                                                                           | Mühlengebäude; zwei Gebäudeteile im Winkel, heute Museum, baugeschichtlich, ortsgeschichtlich und technikgeschichtlich von Bedeutung | 09270820 |
| Weitere Bilder | Fabrikgebäude einer mechanischen Weberei, zwei Bauteile in L-Form                         | (Karte) | Juni 1926 (Fabrikgebäude)                                                                                 | Bauherr Alwin Weber, zu DDR-Zeiten Jaquard-Weberei. Eingeschossig, teils mit Sockelgeschoss aus unverputztem Granit. Mit Lisenen und Bändern gegliedert, hohe Fabrikfenster. Flaches Satteldach mit Drempel. Neuklassizistisch aufwändig gestaltete Schmalseite mit Dreiecksgiebel, hier der Eingang. Baugeschichtlich und in wirtschaftlicher Hinsicht regionalgeschichtlich von Bedeutung | 09304362 |

## Großschweidnitz
| Bild                                    | Bezeichnung                                                                              | Lage    | Datierung                            | Beschreibung | ID       |
| --------------------------------------- | ---------------------------------------------------------------------------------------- | ------- | ------------------------------------ | --- | -------- |
| Direkt Bild zu diesem Denkmal hochladen | Eisenbahnstrecke Löbau–Zittau (Sachgesamtheit)                                           | (Karte) | 1848 eröffnet (Eisenbahnbrücke)      | Einzeldenkmal der Sachgesamtheit Eisenbahn Löbau–Zittau: Brücke über die Eisenbahn (siehe auch Sachgesamtheitsliste – Obj. 09302436); baugeschichtlich und verkehrsgeschichtlich von Bedeutung, Bogenbrücke aus Granit | 08960419 |
| Weitere Bilder                          | Eisenbahnstrecke Löbau–Zittau (Sachgesamtheit); Viadukt Höllengrund                      | (Karte) | vor 1848 (Viadukt)                   | Einzeldenkmal der Sachgesamtheit Eisenbahn Löbau–Zittau: Eisenbahnviadukt (siehe auch Sachgesamtheitsliste – Obj. 09302436); baugeschichtlich und verkehrsgeschichtlich von Bedeutung, sieben hohe Bögen, Granitstein | 08960418 |
| Direkt Bild zu diesem Denkmal hochladen | Textilfabrik Duncan (ehem.); »Engelei«                                                   | (Karte) | bezeichnet 1907 (Produktionsgebäude) | Produktionsgebäude und angebautes Toilettenhaus; Produktionsgebäude mit Lisenen-Kolossalordnung und Bogenfenstern, Relikte der ortsgeschichtlich und architektonisch bedeutsamen Anlage, technikgeschichtlich von Bedeutung, Fabrik 1870 gegründet vom Engländer Sir William Duncan als Garnbleiche, deshalb »englische Bleiche« oder »Engelei« genannt, 1905 Umwandlung in »Duncan's Leinenindustrie AG« | 08960453 |
| Direkt Bild zu diesem Denkmal hochladen | Wohnmühlenhaus und zwei angebaute Seitengebäude (Mahlhaus, Scheune) eines Mühlengehöftes | (Karte) | nach 1848 (Mühle)                    | Wohnmühlenhaus stattlicher, reich dekorierter Bau im Stil der Neorenaissance, architektonisch, technik- und ortshistorisch von Bedeutung | 08960420 |
| Direkt Bild zu diesem Denkmal hochladen | Jüttlermühle                                                                             | (Karte) | bezeichnet 1845 (Mühle)              | Wohnmühlenhaus und zwei Seitengebäude sowie Hofpflasterung eines Mühlengehöftes; ein in seiner Struktur erhaltenes und ortsgeschichtlich bedeutendes Mühlenanwesen | 08960461 |
| Direkt Bild zu diesem Denkmal hochladen | Wohnhaus und Seitengebäude eines Zweiseithofes, ehemalige Schmiede                       | (Karte) | bezeichnet 1825 (Wohnhaus)           | Wohnhaus Obergeschoss Fachwerk (teilweise zweifarbig verschiefert) und schöner Türstock, Ensemble von großer ortsbildprägender Wirkung und ortshistorischer Bedeutung | 08960435 |
| Direkt Bild zu diesem Denkmal hochladen | Wohnhaus, ehemals Schmiede                                                               | (Karte) | 1. Hälfte 19. Jahrhundert (Schmiede) | baugeschichtlich und ortsgeschichtlich von Bedeutung, Obergeschoss Fachwerk zweifarbig verschiefert, straßenbildprägendes Gebäude, wahrscheinlich im Zusammenhang mit der Trassierung der Straße nach Löbau entstanden | 08960459 |

## Hähnichen
| Bild                                    | Bezeichnung | Lage    | Datierung                                                                                  | Beschreibung                                                                        | ID       |
| --------------------------------------- | --- | ------- | ------------------------------------------------------------------------------------------ | ----------------------------------------------------------------------------------- | -------- |
| Direkt Bild zu diesem Denkmal hochladen | Wegestein | (Karte) | 19. Jahrhundert (Wegestein)                                                                | verkehrsgeschichtlich von Bedeutung                                                 | 09274361 |
| Direkt Bild zu diesem Denkmal hochladen | Ziegelei mit Schornstein und Öfen, Pferdestall und zwei Tongruben                                                                                              | (Karte) | 1882 (Ziegelei)                                                                            | Backsteinarchitektur, von orts- und regionalgeschichtlicher Bedeutung               | 09274339 |
| Weitere Bilder                          | Wohnhaus und drei Seitengebäude eines Mühlenanwesens, Reste von Wasserbau, Wasserrad und Wehr                                                                  | (Karte) | bezeichnet 1848 (Wohnhaus); Mitte 19. Jahrhundert (Bäckerei); 1856 (Stall); 1855 (Scheune) | in Struktur erhalten, baugeschichtlich und ortsgeschichtlich von Bedeutung          | 09274344 |
| Direkt Bild zu diesem Denkmal hochladen | Transformatorenturm | (Karte) | 1920er Jahre (Transformatorenstation)                                                      | Relikt aus der Zeit der Elektrifizierung, technikgeschichtlich von Bedeutung        | 09274363 |
| Weitere Bilder                          | Windrad nach Art eines Farmer-Rotors | (Karte) | 1. H. 20. Jahrhundert (Windrad)                                                            | im Zusammenhang mit der Teichwirtschaft stehend, technikgeschichtlich von Bedeutung | 09273206 |
| Direkt Bild zu diesem Denkmal hochladen | Wegestein | (Karte) | 19. Jahrhundert (Wegestein)                                                                | verkehrsgeschichtlich von Bedeutung                                                 | 09274354 |
| Weitere Bilder                          | Müllerwohnhaus mit Wirtschaftsanbau über Eck (Nr. 20), Seitengebäude (Nr. 22) und Sägemühlengebäude eines Mühlenanwesens, mit Resten von Technik und Wasserbau | (Karte) | 19. Jahrhundert (Mühle)                                                                    | ortsgeschichtlich und technikgeschichtlich von Bedeutung                            | 09274362 |
| Weitere Bilder                          | Wegestein | (Karte) | 19. Jahrhundert (Wegestein)                                                                | verkehrsgeschichtlich von Bedeutung                                                 | 09273215 |

## Hainewalde
| Bild           | Bezeichnung                                                            | Lage    | Datierung                                                                                 | Beschreibung | ID       |
| -------------- | ---------------------------------------------------------------------- | ------- | ----------------------------------------------------------------------------------------- | --- | -------- |
| Weitere Bilder | Brücke über die Mandau                                                 | (Karte) | Ende 19. Jahrhundert (Straßenbrücke)                                                      | baugeschichtlich und technikgeschichtlich von Bedeutung | 09271100 |
| Weitere Bilder | Eisenbahnstrecke Mittelherwigsdorf–Warnsdorf–Eibau; Bahnhof Hainewalde | (Karte) | 1912 (Personenbahnhof)                                                                    | Empfangsgebäude und Bahnsteigüberdachung des Hainewalder Bahnhofs; eisenbahngeschichtlich, baugeschichtlich und ortsgeschichtlich von Bedeutung                                                                                | 09271120 |
| Weitere Bilder | Niedermühle                                                            | (Karte) | 18. Jahrhundert (barockes Mühlengebäude); 19. Jahrhundert (neuerer Bau und Sheddachhalle) | Mühle mit zwei Mühlengebäuden und Sheddachhalle; das barocke, westliche Mühlengebäude mit älterem und jüngerem Anbau nach Westen, der parallele neuere Bau und die Sheddachhalle, orts- und technikgeschichtlich von Bedeutung | 09303504 |
| Weitere Bilder | Wohnhaus (Umgebinde) und Handschwengelpumpe                            | (Karte) | 2. Hälfte 19. Jahrhundert (Wohnhaus)                                                      | Doppelstubenhaus, Obergeschoss Fachwerk, baugeschichtlich und sozialgeschichtlich von Bedeutung | 09271138 |
| Weitere Bilder | Mittelmühle und Papierfabrik                                           | (Karte) | Ende 19. Jahrhundert/Anfang 20. Jahrhundert (Papier- und Kartonagenfabrik)                | Wohnhaus und zwei Trockentürme der Papierfabrik; baugeschichtlich und technikgeschichtlich von Bedeutung | 09271050 |
| Weitere Bilder | Himmelsbrücke                                                          | (Karte) | bezeichnet 1832 (Straßenbrücke)                                                           | Straßenbrücke über die Mandau; landschaftsbildprägende Steinbogenbrücke mit langen Zufahrtsrampen, baugeschichtlich und technikgeschichtlich von Bedeutung                                                                     | 09271198 |
| Weitere Bilder | Obere Mühle                                                            | (Karte) | 1730 (Wohnstallhaus); bezeichnet 1891 (Wohnhaus)                                          | Mühle mit Wohnstallhaus, Wohnhaus und Hofbaum (Linde); Wohnstallhaus mit Portalen; baugeschichtlich und ortsgeschichtlich von Bedeutung                                                                                        | 09271221 |

## Herrnhut, Stadt
| Bild                                    | Bezeichnung                                                                       | Lage    | Datierung                                                                                             | Beschreibung | ID       |
| --------------------------------------- | --------------------------------------------------------------------------------- | ------- | --- | --- | -------- |
| Weitere Bilder                          | Alte Mühle                                                                        | (Karte) | Kern womöglich älter; Ende 19. Jahrhundert (Mühle); um 1900 (Gartenlaube); bezeichnet 1839 (Wohnhaus) | Wassermühlenanwesen mit Wohnhaus (Umgebinde) über Hakengrundriss, Gartenlaube und schmiedeeiserner Einfriedung sowie gegenüberliegendem Mühlengebäude (Nr. 14a) mit Esse, vorhandenem Wasserbau und Technik; baugeschichtlich und ortsgeschichtlich bedeutendes Ensemble | 08960828 |
| Direkt Bild zu diesem Denkmal hochladen | Darre einer Gerberei                                                              | (Karte) | 19. Jahrhundert (Darre)                                                                               | regional singulärer Bau, baugeschichtlich und technikgeschichtlich von Bedeutung | 08960859 |
| Weitere Bilder                          | Niedermühle                                                                       | (Karte) | Anfang 19. Jahrhundert (Mühle)                                                                        | Wohnmühlenhaus, Mühlteich, Zulauf und Wehr (bei Nr. 113) der ehemaligen Mühle; Wohnmühlenhaus Obergeschoss Fachwerk, baugeschichtlich und ortsgeschichtlich von Bedeutung | 08960889 |
| Direkt Bild zu diesem Denkmal hochladen | Sägewerk Bittrich                                                                 | (Karte) | 1911 (Sägewerk); 1911 (Sägegatter)                                                                    | Sägewerk mit Sägegatter und technischer Ausstattung; Technik von 1911, ehemals Bittrich, gegründet 1867, technikgeschichtlich von Bedeutung | 08960890 |
| Direkt Bild zu diesem Denkmal hochladen | Schmiede                                                                          | (Karte) | bezeichnet 1873, Kern wahrscheinlich älter (Schmiede)                                                 | Obergeschoss Fachwerk, langgestreckter Bau, zum Teil alte Technik vorhanden, ortsgeschichtlich und straßenbildprägend von Bedeutung | 08960845 |
| Direkt Bild zu diesem Denkmal hochladen | Wohnstallhaus (Umgebinde), Scheune und gusseiserner Dreschgöpel eines Bauernhofes | (Karte) | Kern 17. Jahrhundert (Wohnstallhaus); nach 1875 (Scheune); nach 1875 (Dreschgöpel)                    | Wohnstallhaus Obergeschoss Fachwerk, trotz Veränderungen zum Teil im ursprünglichen Aussehen erhaltener Bestandteil der Originalbebauung des Sprengels Euldorf, Dreschgöpel hinter der Scheune gelegen, baugeschichtlich, wirtschaftsgeschichtlich und technikgeschichtlich von Bedeutung | 08960982 |
| Direkt Bild zu diesem Denkmal hochladen | Eisenbahnstrecke Löbau–Zittau (Sachgesamtheit)                                    | (Karte) | 1848 eröffnet (Eisenbahnanlage)                                                                       | Sachgesamtheitsbestandteil der Sachgesamtheit Eisenbahn Löbau–Zittau, Abschnitt im Ortsteil Friedensthal: Trasse und Gleisanlage der Eisenbahn als Sachgesamtheitsteil (siehe auch Sachgesamtheitsdokument in der Denkmalliste der Stadt Löbau – Obj. 08992544); verkehrsgeschichtlich von Bedeutung | 09302445 |
| Direkt Bild zu diesem Denkmal hochladen | Flurgrenzstein                                                                    | (Karte) | 19. Jahrhundert (Grenzstein)                                                                          | ortsgeschichtlich von Bedeutung | 08960779 |
|                                         | Eisenbahnstrecke Löbau–Zittau (Sachgesamtheit); Viadukt Herrnhut                  | (Karte) | um 1850 (Viadukt)                                                                                     | Einzeldenkmal der Sachgesamtheit Eisenbahn Löbau–Zittau: Eisenbahnviadukt über das Tal des Petersbaches (siehe auch Sachgesamtheitsliste – Obj. 09302439); baugeschichtlich und verkehrsgeschichtlich von Bedeutung, fünf Bögen in Granit, mit Brüstung und Eisengeländer | 09224664 |
| Direkt Bild zu diesem Denkmal hochladen | Eisenbahnstrecke Löbau–Zittau (Sachgesamtheit)                                    | (Karte) | 1846 bis Ende 19. Jahrhundert (Eisenbahnanlage)                                                       | Sachgesamtheitsbestandteil der Sachgesamtheit Eisenbahn Löbau–Zittau, Abschnitt im Ortsteil Herrnhut, mit folgenden Einzeldenkmalen: eine Eisenbahnbrücke (Zur Bleiche, Obj. 08992555), Durchlassöffnung des Petersbachs (Obj. 08992553), Viadukt über das Tal des Petersbaches (Obj. 09224664), Eisenbahnerwohnhaus, Löbauer Straße 51 (Obj. 09224654), Bahnhof Herrnhut, Löbauer Straße 55 (Obj. 09224652) und Bogenbrücke über die Oderwitzer Straße (Obj. 09224661) sowie Trasse und Gleisanlage der Eisenbahn als Sachgesamtheitsteil (siehe auch Sachgesamtheitsdokument in der Denkmalliste der Stadt Löbau – Obj. 08992544); verkehrsgeschichtlich und technikgeschichtlich von Bedeutung | 09302439 |
| Direkt Bild zu diesem Denkmal hochladen | Zisterne                                                                          | (Karte) | 18. Jahrhundert (Zisterne)                                                                            | Zisterne; siehe auch Comeniusstraße/Ecke Hutbergweg und bei Dürninger Straße 1, Zeugnis der Trinkwasserversorgung des Ortes, ortsgeschichtlich von Bedeutung | 09229991 |
| Direkt Bild zu diesem Denkmal hochladen | Zisterne                                                                          | (Karte) | 18. Jahrhundert (Zisterne)                                                                            | Zisterne; siehe auch Civitatenweg (gegenüber von Nr. 8) und bei Dürninger Straße 1, Zeugnis der Trinkwasserversorgung des Ortes, ortsgeschichtlich von Bedeutung | 09229992 |
| Weitere Bilder                          | Königlich-Sächsische Meilensteine (Sachgesamtheit)                                | (Karte) | bezeichnet 1859 (Meilenstein)                                                                         | Meilenstein; Sandsteinblock mit Entfernungsangaben, verkehrshistorisch von Bedeutung | 09224595 |
| Direkt Bild zu diesem Denkmal hochladen | Zisterne                                                                          | (Karte) | 18. Jahrhundert (Zisterne)                                                                            | Zisterne; siehe auch Civitatenweg, gegenüber Nr. 8 und Comeniusstraße/Ecke Hutbergweg, Zeugnis der Trinkwasserversorgung des Ortes, ortsgeschichtlich von Bedeutung | 09224823 |
|                                         | Königlich-Sächsische Meilensteine (Sachgesamtheit)                                | (Karte) | 19. Jahrhundert (Meilenstein)                                                                         | Meilenstein; zum Kilometerstein umgearbeitet, mit Kronenrelief und Kilometerangabe »Zittau 16, 3 km«, verkehrshistorisch von Bedeutung | 09303597 |
| Weitere Bilder                          | Eisenbahnstrecke Löbau–Zittau (Sachgesamtheit)                                    | (Karte) | 1848 eröffnet (Eisenbahnbrücke)                                                                       | Einzeldenkmal der Sachgesamtheit Eisenbahn Löbau-Zittau: Eisenbahnbrücke über die Oderwitzer Straße (siehe auch Sachgesamtheitsliste – Obj. 09302439); verkehrsgeschichtlich von Bedeutung, Brücke ein Bogen, Granit | 09224661 |
| Direkt Bild zu diesem Denkmal hochladen | Textilfabrik Abraham Dürninger & Co.                                              | (Karte) | gegr. 1747 (Textilindustrieanlagenteil); Schornstein bezeichnet 1891 (Schornstein)                    | Verwaltungsgebäude, Kesselhaus mit Schornstein und Maschinenhaus einer Textilfabrik; baugeschichtlich und ortsgeschichtlich von Bedeutung | 09224663 |
| Direkt Bild zu diesem Denkmal hochladen | Waldbad Herrnhut                                                                  | (Karte) | lt. Auskunft 1906 (Freibad)                                                                           | Freibad mit Stahlbetonbecken und Umkleidekabinen; ortsgeschichtlich von Bedeutung | 09224822 |
| Direkt Bild zu diesem Denkmal hochladen | Eisenbahnstrecke Löbau–Zittau (Sachgesamtheit)                                    | (Karte) | 1846/1848 (Eisenbahnbrücke)                                                                           | Einzeldenkmal der Sachgesamtheit Eisenbahn Löbau-Zittau: Eisenbahnbrücke (siehe auch Sachgesamtheitsliste – Obj. 09302439); verkehrsgeschichtlich von Bedeutung, Brücke ein Bogen, Granit | 08992555 |
| Direkt Bild zu diesem Denkmal hochladen | Wegestein                                                                         | (Karte) | | verkehrsgeschichtlich von Bedeutung | 08961009 |
| Weitere Bilder                          | Günther-Mühle                                                                     | (Karte) | bezeichnet 1916 (Wetterfahne)                                                                         | Bockwindmühle; mit Verwendung älterer Teile, baugeschichtlich, ortsgeschichtlich und technikgeschichtlich von Bedeutung | 08961011 |
| Direkt Bild zu diesem Denkmal hochladen | Wegestein                                                                         | (Karte) | | verkehrsgeschichtlich von Bedeutung | 08961027 |
| Direkt Bild zu diesem Denkmal hochladen | Wegestein                                                                         | (Karte) | 19. Jahrhundert (Wegestein)                                                                           | verkehrsgeschichtlich von Bedeutung | 08960886 |
| Weitere Bilder                          | Neumühle Gustav Ritter                                                            | (Karte) | Wetterfahne bezeichnet 1881 (Seitengebäude)                                                           | Mahlgebäude, Seitengebäude und Wohnhaus eines Mühlenanwesens; baugeschichtlich, ortsgeschichtlich und technikgeschichtlich von Bedeutung | 08960924 |
| Weitere Bilder                          | Schmidtmühle                                                                      | (Karte) | wahrscheinlich 18. Jahrhundert (Mahlgebäude); Türstock bezeichnet 1829 (Portal)                       | Türstock des Wohnmühlenhauses, Mühlstein und altes Mahlgebäude mit Mühlentechnik der Schmidtmühle; ortsgeschichtlich und technikgeschichtlich von Bedeutung | 08960901 |
| Weitere Bilder                          | Niedermühle                                                                       | (Karte) | Anfang 20. Jahrhundert (Technikgebäude); bezeichnet 1877 (Seitengebäude)                              | Mühlenanwesen mit Wohnmühlenhaus, späterem Technikgebäude, zwei Seitengebäuden und Resten des Wasserbaues; baugeschichtlich und ortsgeschichtlich von Bedeutung | 08960915 |
| Direkt Bild zu diesem Denkmal hochladen | Fußgängerbrücke                                                                   | (Karte) | 2. H. 19. Jahrhundert (Fußgängerbrücke)                                                               | technikgeschichtlich von Bedeutung | 08960906 |
| Direkt Bild zu diesem Denkmal hochladen | Mühle mit Wohnhaus, Seitengebäude und Wehr                                        | (Karte) | 19. Jahrhundert (Mühle)                                                                               | Wohnhaus Obergeschoss Fachwerk, im ursprünglichen Aussehen erhalten, baugeschichtlich, ortsgeschichtlich und straßenbildprägend von Bedeutung | 08960883 |
| Direkt Bild zu diesem Denkmal hochladen | Transformatorenhäuschen                                                           | (Karte) | 1920er Jahre (Transformatorenstation)                                                                 | kleiner Bau mit Sandsteinsockel und mittig angehobenem Satteldach mit Belüftungslamellen und Biberschwanzdeckung, technikgeschichtlich von Bedeutung | 09301955 |
| Direkt Bild zu diesem Denkmal hochladen | Eisenbahnstrecke Löbau–Zittau (Sachgesamtheit)                                    | (Karte) | 1846-1878 (Eisenbahnanlage)                                                                           | Sachgesamtheitsbestandteil der Sachgesamtheit Eisenbahn Löbau–Zittau, Abschnitt im Ortsteil Ruppersdorf, mit folgenden Einzeldenkmalen: Eisenbahnbrücke (Obj. 08992554), Gelände der Güterverladung mit Waage und Waagehäuschen (Obercunnersdorfer Straße 16, Obj. 08992558), Bahnhofsgebäude am Haltepunkt Ruppersdorf (Obercunnersdorfer Straße 5 (bei), Obj. 09226471) sowie Schranken- und Stellwärterhaus (Obercunnersdorfer Straße 5, Obj. 08992557) sowie Trasse und Gleisanlage der Eisenbahn als Sachgesamtheitsteil (siehe auch Sachgesamtheitsdokument in der Denkmalliste der Stadt Löbau – Obj. 08992544); technikgeschichtlich und verkehrsgeschichtlich von Bedeutung              | 09302440 |
|                                         | Königlich-Sächsische Meilensteine (Sachgesamtheit)                                | (Karte) | 19. Jahrhundert (Meilenstein)                                                                         | Meilenstein; verkehrshistorisch von Bedeutung | 09226523 |
| Direkt Bild zu diesem Denkmal hochladen | Eisenbahnstrecke Löbau–Zittau (Sachgesamtheit)                                    | (Karte) | 1846/1848 (Eisenbahnbrücke)                                                                           | Einzeldenkmal der Sachgesamtheit Eisenbahn Löbau–Zittau: Eisenbahnbrücke (siehe auch Sachgesamtheitsliste – Obj. 09302440); verkehrsgeschichtlich von Bedeutung, Brücke ein Bogen, Granit | 08992554 |
| Direkt Bild zu diesem Denkmal hochladen | Wiesenmühle; Elßnermühle                                                          | (Karte) | bezeichnet 1830 (Wassermühle)                                                                         | Wohnhaus mit Anbau und Scheune einer Wassermühle; baugeschichtlich und technikgeschichtlich von Bedeutung | 09226451 |
| Direkt Bild zu diesem Denkmal hochladen | Königlich-Sächsische Meilensteine (Sachgesamtheit)                                | (Karte) | 19. Jahrhundert (Meilenstein)                                                                         | Meilenstein; verkehrshistorisch von Bedeutung | 09300594 |
| Direkt Bild zu diesem Denkmal hochladen | Straßenbrücke über die Eisenbahnstrecke Löbau–Zittau in Ninive                    | (Karte) | Mitte 19. Jahrhundert (Straßenbrücke)                                                                 | Granitwiderlager, gerade Platte, baugeschichtlich und verkehrsgeschichtlich von Bedeutung | 09226524 |
| Direkt Bild zu diesem Denkmal hochladen | Wegesäule                                                                         | (Karte) | 19. Jahrhundert (Wegestein)                                                                           | verkehrsgeschichtlich von Bedeutung | 09226522 |
| Direkt Bild zu diesem Denkmal hochladen | Hempelmühle                                                                       | (Karte) | 2. Hälfte 19. Jahrhundert (Mühle)                                                                     | Wohnhaus und Mahlgebäude einer Mühle über winkligem Grundriss, östliches Nebengebäude sowie Einfriedung, Mühlstein und Pumpenhäuschen; Hanglage, Mühle verputzt, Mahlgebäude Ziegelmauerwerk, hölzernes Pumpenhäuschen, baugeschichtlich und ortsgeschichtlich von Bedeutung | 09226501 |
| Direkt Bild zu diesem Denkmal hochladen | Schlossmühle                                                                      | (Karte) | 18. Jahrhundert, verändert (Mühle)                                                                    | Wassermühle mit Wohnhaus, Seitengebäude und Mühlgraben; breitgelagerter Putzbau mit hohem Krüppelwalmdach, baugeschichtlich und ortsgeschichtlich von Bedeutung | 09226515 |
| Direkt Bild zu diesem Denkmal hochladen | Eisenbahnstrecke Löbau–Zittau (Sachgesamtheit)                                    | (Karte) | 1848 eröffnet (Eisenbahnanlage)                                                                       | Sachgesamtheitsbestandteil der Sachgesamtheit Eisenbahn Löbau–Zittau, Abschnitt im Ortsteil Strahwalde: Trasse und Gleisanlage der Eisenbahn als Sachgesamtheitsteil (siehe auch Sachgesamtheitsdokument in der Denkmalliste der Stadt Löbau – Obj. 08992544) und Einzeldenkmal Bahnwärterhaus mit Wächterhäuschen (Obj. 09303939, Friedensthaler Straße 4); verkehrsgeschichtlich von Bedeutung | 09303744 |
| Direkt Bild zu diesem Denkmal hochladen | Niedere Mühle                                                                     | (Karte) | Wehr bezeichnet 1939 (Wehr)                                                                           | Mühlteich, Überfallwehr und zwei Mühlsteine der Niederen Mühle sowie Granittrog; technikgeschichtlich von Bedeutung | 08960762 |

## Hohendubrau
| Bild                                    | Bezeichnung | Lage    | Datierung                             | Beschreibung | ID       |
| --------------------------------------- | --- | ------- | ------------------------------------- | --- | -------- |
|                                         | Wegestein | (Karte) | 2. Hälfte 19. Jahrhundert (Wegestein) | verkehrsgeschichtlich von Bedeutung                                                                                      | 09269161 |
|                                         | Wegestein | (Karte) | 2. Hälfte 19. Jahrhundert (Wegestein) | verkehrsgeschichtlich von Bedeutung                                                                                      | 09269160 |
| Weitere Bilder                          | Mühlengebäude | (Karte) | Kern 1864 (Mühle)                     | trotz Veränderungen denkmalrelevant, baugeschichtlich und ortsgeschichtlich von Bedeutung                                | 09300892 |
|                                         | Sachgesamtheit Königlich-Sächsische Triangulierung ("Europäische Gradmessung im Königreich Sachsen"); Station 2 Nostitzhöhe | (Karte) | 1863-1868 (Triangulationssäule)       | Reststück einer Triangulationssäule; Station 1. Ordnung, vermessungsgeschichtlich und technikgeschichtlich von Bedeutung | 09304507 |
| Direkt Bild zu diesem Denkmal hochladen | Wegestein | (Karte) | 19. Jahrhundert (Wegestein)           | verkehrsgeschichtlich von Bedeutung                                                                                      | 09269163 |

## Horka
| Bild                                    | Bezeichnung                                    | Lage    | Datierung                                          | Beschreibung | ID       |
| --------------------------------------- | ---------------------------------------------- | ------- | -------------------------------------------------- | --- | -------- |
| Direkt Bild zu diesem Denkmal hochladen | Wegestein                                      | (Karte) | 19. Jahrhundert (Wegestein)                        | verkehrshistorisch von Bedeutung | 08985850 |
| Weitere Bilder                          | Alte Mühle                                     | (Karte) | um 1820 (Mühle)                                    | Mühle; stattlicher Baukörper mit markantem Krüppelwalmdach, baugeschichtlich und ortsgeschichtlich von Bedeutung                                                                                  | 08985860 |
| Direkt Bild zu diesem Denkmal hochladen | Wegestein                                      | (Karte) | 19. Jahrhundert (Wegestein)                        | verkehrsgeschichtlich von Bedeutung | 08985847 |
| Direkt Bild zu diesem Denkmal hochladen | Stellwerk B 2                                  | (Karte) | 1920er Jahre (Stellwerk)                           | zeittypische Formensprache, weitgehend im ursprünglichen Aussehen erhalten, baugeschichtlich und technikgeschichtlich von Bedeutung                                                               | 08985868 |
| Direkt Bild zu diesem Denkmal hochladen | Wegestein                                      | (Karte) | 19. Jahrhundert (Wegestein)                        | verkehrsgeschichtlich von Bedeutung | 08985862 |
| Direkt Bild zu diesem Denkmal hochladen | Eisenbahnbrücke                                | (Karte) | 1920er Jahre (Eisenbahnbrücke)                     | verkehrs- und technikgeschichtlich von Bedeutung | 08985824 |
|                                         | Wegestein                                      | (Karte) | 19. Jahrhundert (Wegestein)                        | verkehrsgeschichtlich von Bedeutung | 08985819 |
| Direkt Bild zu diesem Denkmal hochladen | Eisenbahnbrücke mit Stützmauern                | (Karte) | um 1900 (Eisenbahnbrücke)                          | technikgeschichtlich von Bedeutung | 08985838 |
| Direkt Bild zu diesem Denkmal hochladen | Eisenbahnbrücke mit Stützmauern                | (Karte) | 1920er Jahre (Eisenbahnbrücke)                     | verkehrs- und technikgeschichtlich von Bedeutung | 08985821 |
|                                         | Güterbahnhof Horka                             | (Karte) | um 1900 (Güterabfertigung)                         | Güterabfertigungshalle, Wasserturm und Lokschuppen; eisenbahngeschichtlich und ortshistorisch von Bedeutung Abriss im Juni 2015                                                                   | 08985867 |
| Direkt Bild zu diesem Denkmal hochladen | Steindeckerbrücke und kleines Wehr             | (Karte) | 2. H. 19. Jahrhundert (Zufahrtsbrücke)             | ortsgeschichtlich und technikgeschichtlich von Bedeutung | 08985831 |
| Weitere Bilder                          | Wegestein                                      | (Karte) | 19. Jahrhundert (Wegestein)                        | verkehrsgeschichtlich von Bedeutung | 08985851 |
| Weitere Bilder                          | Eisenbahnstrecke Görlitz–Berlin; Bahnhof Horka | (Karte) | um 1867 (Empfangsgebäude); um 1900 (Bahnsteighaus) | Bahnhof mit Empfangsgebäude, Bahnsteighaus, Straßentunnel und Stellwerk B2; Zeugnis für die Entwicklung des Streckennetzes der Region, eisenbahngeschichtlich und ortsgeschichtlich von Bedeutung | 08985870 |
| Direkt Bild zu diesem Denkmal hochladen | Wegestein                                      | (Karte) | 19. Jahrhundert (Wegestein)                        | verkehrsgeschichtlich von Bedeutung | 08985861 |

## Jonsdorf, Kurort
| Bild           | Bezeichnung                                                                 | Lage    | Datierung                  | Beschreibung | ID       |
| -------------- | --------------------------------------------------------------------------- | ------- | -------------------------- | --- | -------- |
| Weitere Bilder | Mühlsteinbrüche; Steinbruchschmiede                                         | (Karte) | bezeichnet 1849 (Schmiede) | Schmiede in den Mühlsteinbrüchen; eingeschossiger Bruchsteinbau, baugeschichtlich und wirtschaftsgeschichtlich von Bedeutung | 09273653 |
| Weitere Bilder | Schmalspurbahn Zittau–Oybin/Jonsdorf (Sachgesamtheit)                       | (Karte) | ab 1890 (Eisenbahnanlage)  | Sachgesamtheitsbestandteil der Sachgesamtheit Schmalspurbahn Zittau–Oybin/Jonsdorf mit folgenden Einzeldenkmalen: Haltepunkt Jonsdorf (Zittauer Straße 1 – Obj. 09273220) und Bahnhof Jonsdorf (Zittauer Straße 53 – Obj. 09274368) und den folgenden Sachgesamtheitsteilen: der Trasse, Streckenausrüstung mit Hektometersteinen, Freileitung für Strecken- und Bahnhofstelefone, Straßenüberführung (siehe auch Sachgesamtheitsdokument Obj. 08992260); verkehrshistorisch, eisenbahngeschichtlich und technikgeschichtlich von Bedeutung, die Zweigleisigkeit ist eine schützenswerte Besonderheit der Schmalspurbahn (der betriebsfähige Fahrzeugpark, siehe unter Zittau, Schmalspurbahn Zittau–Oybin/Jonsdorf) | 08992538 |
| Weitere Bilder | Bertsdorfer Bleiche                                                         | (Karte) |                            | Wohnhaus (Umgebinde) mit Seitenflügel; Obergeschoss Fachwerk, zum Teil verbrettert, Dachhecht, schönes Korbbogenportal im Barockstil, baugeschichtlich und ortsgeschichtlich von Bedeutung, Stammgebäude der Bertsdorfer Bleichen, das Portal auch künstlerisch von Bedeutung | 09273644 |
| Weitere Bilder | Schmalspurbahn Zittau–Oybin/Jonsdorf (Sachgesamtheit), Jonsdorf Haltestelle | (Karte) | 1910 (Bahnhof)             | Einzeldenkmal der Sachgesamtheit Schmalspurbahn Zittau–Oybin/Jonsdorf: Haltepunkt mit Empfangsgebäude und Wartehalle (ehemaliges Stellwerk) (siehe auch Sachgesamtheitsdokument Obj. 08992538); baugeschichtlich, verkehrshistorisch und technikgeschichtlich von Bedeutung, Haltestelle mit Empfangsgebäude im Heimatstil, Holzbauten von 1910 in Art von Umgebindehäusern | 09273220 |
| Weitere Bilder | Schmalspurbahn Zittau–Oybin/Jonsdorf (Sachgesamtheit); Bahnhof Jonsdorf     | (Karte) | 1913 (Bahnhof)             | Einzeldenkmal der Sachgesamtheit Schmalspurbahn Zittau–Oybin/Jonsdorf: Bahnhof mit Empfangsgebäude und Güterschuppen (siehe auch Sachgesamtheitsdokument – Obj. 08992538); baugeschichtlich, verkehrshistorisch und technikgeschichtlich von Bedeutung, Empfangsgebäude mit mechanischer Außenuhr, Obergeschoss verbrettert, Anklänge an den Heimatstil | 09274368 |

## Kodersdorf
| Bild                                    | Bezeichnung                          | Lage    | Datierung | Beschreibung | ID       |
| --------------------------------------- | ------------------------------------ | ------- | --- | --- | -------- |
| Direkt Bild zu diesem Denkmal hochladen | Wegestein                            | (Karte) | 19. Jahrhundert (Wegestein) | verkehrsgeschichtlich von Bedeutung | 09300627 |
| Direkt Bild zu diesem Denkmal hochladen | Alte Mühle                           | (Karte) | um 1850 (Anbau) | Mühlenanwesen mit Mahlgebäude und älterem Anbau; ortsgeschichtlich von Bedeutung | 09269609 |
| Direkt Bild zu diesem Denkmal hochladen | Straßenbrücke                        | (Karte) | um 1900 (Straßenbrücke) | baugeschichtlich und technikgeschichtlich von Bedeutung | 09300855 |
| Direkt Bild zu diesem Denkmal hochladen | Ziegelei Kodersdorf (Sachgesamtheit) | (Karte) | ab 1880 (Ziegeleianlagenteil); 1936/1955 (Ofen B); 1936 (Ringofen); 1936 (Kammerofen); 2. Hälfte 19. Jahrhundert (Verwaltungsgebäude) | Einzeldenkmale der Sachgesamtheit Ziegelei Kodersdorf: Ziegelei mit Ofenhaus B (Gebäude 1, Am Bahnhof 4), Kesselhaus (Gebäude 7), alter Schmiede mit Kugelmühle (Am Bahnhof 5), Gebäude 11, 11b, 11c mit Ringofen (Am Bahnhof 6) und Gebäude 13 mit Kammerofen (Am Bahnhof 7) sowie Verwaltungsgebäude oder altes Fabrikantenwohnhaus (Am Bahnhof 7) und Fabrikantenwohnhaus mit Einfriedung und Nebengebäude (Am Bahnhof 8) (siehe auch Sachgesamtheitsliste -Obj. 09300659, gleiche Anschrift); baugeschichtlich, geschichtlich und technikgeschichtlich von Bedeutung | 09269598 |

## Königshain
| Bild                                    | Bezeichnung                                                                       | Lage    | Datierung                                                                                  | Beschreibung | ID       |
| --------------------------------------- | --------------------------------------------------------------------------------- | ------- | ------------------------------------------------------------------------------------------ | --- | -------- |
| Direkt Bild zu diesem Denkmal hochladen | Königshainer Steinbrüche (Sachgesamtheit); Granitmuseum (heute)                   | (Karte) | Baulichkeiten 19. Jahrhundert bis in die 1960er Jahre (Steinbruch)                         | Sachgesamtheit Königshainer Steinbrüche mit folgenden Einzeldenkmalen: Hamannbruch, Bruch 1 und 2, Thadenbruch, Firstensteinbruch und Müllerbruch, dazu die in das Granitmuseum integrierte ehemalige Schlosserei und die Schmiede, weiterhin Aufenthaltsraum und Steinbruchschmiede (Ruine) am Thadenbruch, zwei Pulverbunker, Lokschuppen, Bremsbahn, Bremshaus, Kabelkranfundamente, Windenhaus, Brückenpfeiler, Widerlager, Bremsberge mit ihren Terrassen, Reste der Gleise und der technischen Anlagen, Absperrventil des Pressluftrohrsystems, bewegliche technische Einrichtung, Reste alter Gemäuer (siehe Einzeldenkmalliste obj. 09301006); Anlage von überregionalem geschichtlichem Wert, technikgeschichtliche Bedeutung | 09269777 |
|                                         | Königshainer Steinbrüche (Sachgesamtheit); Granitmuseum (heute)                   | (Karte) | 19. Jahrhundert bis in die 1960er Jahre (Steinbruch)                                       | Einzeldenkmale der Sachgesamtheit Königshainer Steinbrüche: Hamannbruch, Bruch 1 und 2, Thadenbruch, Firstensteinbruch und Müllerbruch, dazu die in das Granitmuseum integrierte ehemalige Schlosserei und die Schmiede, weiterhin Aufenthaltsraum und Steinbruchschmiede (Ruine) am Thadenbruch, zwei Pulverbunker, Lokschuppen, Bremsbahn, Bremshaus, Kabelkranfundamente, Windenhaus, Brückenpfeiler, Widerlager, Bremsberge mit ihren Terrassen, Reste der Gleise und der technischen Anlagen, Absperrventil des Pressluftrohrsystems, bewegliche technische Einrichtung, Reste alter Gemäuer (siehe Sachgesamtheitsliste obj. 09269777); Anlage von überregionalem geschichtlichem Wert, technikgeschichtliche Bedeutung          | 09301006 |
| Direkt Bild zu diesem Denkmal hochladen | Mühle (nur der eingeschossige Mühlen-Anbau an das Wohnhaus) mit Mühlgraben        | (Karte) | 19. Jahrhundert (Mühle)                                                                    | ortsgeschichtlich und technikgeschichtlich von Bedeutung | 09269701 |
| Direkt Bild zu diesem Denkmal hochladen | Alte Schmiede                                                                     | (Karte) | bezeichnet 1751 (Schmiede); 1. H. 19. Jahrhundert (Seitengebäude); um 1870 (Wohnstallhaus) | Schmiede mit Seitengebäude (Nr. 49a) und Wohnstallhaus (Nr. 50), dazu die Hofpflasterung; baugeschichtlich, ortsgeschichtlich und technikgeschichtlich von Bedeutung | 09269752 |
| Direkt Bild zu diesem Denkmal hochladen | Bahnhof Königshain-Hochstein; Bahnstrecke Görlitz–Weißenberg; Görlitzer Kreisbahn | (Karte) | 1903 bis 1905 (Empfangsgebäude)                                                            | Empfangsgebäude mit allen Anbauten (offene Wartehalle, Abortgebäude), Signaleinrichtungen, Bahnsteige mit Granitkante und hölzerner Bahnsteigquerung, Gleisbett, Schwellen und Schienen zwischen Streckenkilometer 11, 15 bis 13, 2, zwei handbetriebene Weichen (W2 und W7), eine Waggonwaage, alle Verlademauern und Schüttrampen mit Treppenaufgang, Windenhaus und Seilführungseinrichtungen sowie eine Steinbogenbrücke (Streckenkilometer 11, 15); als größter und wohl am vollständigsten erhaltener Bahnhof der ehemaligen Kreisbahn Görlitz von eisenbahngeschichtlicher und regionalhistorischer Bedeutung | 09269779 |
|                                         | Holländermühle Königshain                                                         | (Karte) | bezeichnet 1806 (Mühle); um 1850 (Müllerwohnhaus)                                          | Turmholländer, Wohnmühlenhaus, Scheune und Seitengebäude (mit Gang zur Windmühle) eines Mühlenanwesens; baugeschichtlich und ortsgeschichtlich von Bedeutung | 09269763 |

## Kottmar
| Bild                                    | Bezeichnung | Lage    | Datierung                                                                   | Beschreibung | ID       |
| --------------------------------------- | --- | ------- | --------------------------------------------------------------------------- | --- | -------- |
| Weitere Bilder                          | Eisenbahnstrecke Oberoderwitz–Wilthen; Bahnhof Eibau                                                                     | (Karte) | 1870er Jahre (Empfangsgebäude)                                              | Bahnhof; historistisch mit Anklang an Schweizerstil, Zeugnis der sächsischen Verkehrsgeschichte, baugeschichtlich von Bedeutung | 09254954 |
|                                         | Rotes Gut (Sachgesamtheit)                                                                                               | (Karte) | bezeichnet 1811 (Wohnhaus, Nr. 18); bezeichnet 1821 (Seitengebäude, Nr. 16) | Sachgesamtheit Rotes Gut, ehemaliger Faktorenhof mit folgenden Einzeldenkmalen: Wohnhaus (Nr. 18), Seitengebäude (Nr. 16), Gartenhäuschen (bei Nr. 16), Einfriedung des Vorgartens, vier Nebengebäude (darunter ein Produktionsgebäude und eine Scheune), sowie Torbogen und Einfriedungsmauern (mit weiteren Torbögen) weiterhin mit einem Nebengebäude als Sachgesamtheitsteil; baugeschichtlich, ortshistorisch und wirtschaftsgeschichtlich bedeutsame Anlage, Seitengebäude (Nr. 16): Obergeschoss Fachwerk, Giebelseiten verbrettert, Krüppelwalmdach mit großem Dachüberstand, Tordurchfahrt mit Sandsteingewände, kleiner neoromanischer Annexbau (Gartenhaus) mit Rundbogenfenster und Bogenfries, Wohnhaus (Nr. 18): mächtiger zweigeschossiger Baukörper, Obergeschoss Fachwerk verkleidet, Mansarddach, Nebengebäude mitten im Hof: Erdgeschoss massiv, Obergeschoss mit Umgebinde (Seltenheitswert), profilierte Umgebinde-Stützen, sonst Fachwerk-Obergeschoss verbrettert, Kumthalle, zwei weitere Nebengebäude über Hakengrundriss aneinandergebaut (eines davon Scheune), den Hof zur Straßenseite abschließend, nördliches Produktionsgebäude zweigeschossig mit mehreren Dachhechten, Werkstein-Erdgeschoss und Backstein-Obergeschoss, ehemalige Appreturfabrik von C. F. W. Israel, später Dampfziegelei »Rotes Gut« von Richard Alwin Wobst | 09254840 |
| Direkt Bild zu diesem Denkmal hochladen | Damastweberei Oberoderwitz, Werk 4 Eibau (ehem.)                                                                         | (Karte) | um 1900; um 1930 erweitert (Fabrikgebäude)                                  | Textilfabrik; südlicher Bau in Ost-West-Ausrichtung mit Fassade zum Ort, bestehend aus zwei Baukörpern: der östliche um 1900, zweigeschossig mit Drempel, Klinker teils mit Sandstein-Fenstergewänden, der westliche um 1930 angebaut, dreigeschossig mit Mittelgiebel, Ziegel und Putzflächen, baugeschichtlich und ortsgeschichtlich von Bedeutung | 09254844 |
| Weitere Bilder                          | Kottmarsdorfer Windmühle; Burk-Mühle                                                                                     | (Karte) | 1843 (Mühle); 1752 (Kammrad)                                                | Bockwindmühle; technikgeschichtlich, ortsbildprägend und landschaftsgestaltend von Bedeutung, voll funktionstüchtige Bockwindmühle | 08961219 |
| Direkt Bild zu diesem Denkmal hochladen | Textilfabrik Berndt | (Karte) | um 1900/1910 (Schornstein)                                                  | Schornstein und Heizhaus (mit Kessel) einer Fabrik; Ziegelbauten, ortshistorisch und technikgeschichtlich von Interesse | 08960057 |
| Weitere Bilder                          | Zimmermannmühle (früher Güntzelmühle)                                                                                    | (Karte) | um 1845 (Mühle)                                                             | Bockwindmühle; holzverschalte Windmühle, ortsgeschichtlich und technikgeschichtlich von Bedeutung | 08960054 |
| Direkt Bild zu diesem Denkmal hochladen | Eisenbahnstrecke Löbau–Zittau (Sachgesamtheit)                                                                           | (Karte) | 2. Hälfte 19. Jahrhundert (Eisenbahnanlage)                                 | Sachgesamtheitsbestandteil der Sachgesamtheit Eisenbahn Löbau–Zittau, Abschnitt im Ortsteil Neucunnersdorf: Trasse und Gleisanlage der Eisenbahn als Sachgesamtheitsteil (siehe auch Sachgesamtheitsdokument in der Denkmalliste der Stadt Löbau – Obj. 08992544); verkehrsgeschichtlich von Bedeutung | 09302441 |
| Direkt Bild zu diesem Denkmal hochladen | Schmiede, heute Wohnhaus                                                                                                 | (Karte) | nach 1868 (Schmiede)                                                        | massives, zweigeschossiges Gebäude, weitgehend im ursprünglichen Aussehen erhalten, Bestandteil der Aue, ortshistorisch von Bedeutung | 08961507 |
| Weitere Bilder                          | Kretschmühle | (Karte) | erwähnt 1568 (Mühle)                                                        | Wohnmühlenhaus (Umgebinde) mit angebautem Mahlgebäude sowie Graben mit Steindeckerbrücke; Wohnhaus Obergeschoss Fachwerk verschiefert, Umgebinde mit profilierten Säulen, schönes Korbbogenportal, von technischem und ortshistorischem Interesse | 08961525 |
|                                         | Neumannmühle | (Karte) | älterer Teil 1755 (Mühle)                                                   | Wohnmühlenhaus (Umgebinde) mit Anbau; Wohnmühlenhaus Obergeschoss Fachwerk teilweise verschalt, mit Korbbogenportal, ortsbildprägend durch Dachausbau, technik-, bau- und ortshistorisch von Bedeutung | 08961621 |
| Direkt Bild zu diesem Denkmal hochladen | Brandmühle | (Karte) | vor 1861, Teile wahrscheinlich älter (Mühle)                                | Mühle, bestehend aus drei Gebäuden; straßenbildprägendes Ensemble von technik- und ortshistorischer Bedeutung, Technik (zum Teil 1920er Jahre) vorhanden. Tafel mit Aufschrift ab 1860 und ab 1947 | 08961641 |
| Direkt Bild zu diesem Denkmal hochladen | Eisenbahnstrecke Löbau–Zittau (Sachgesamtheit)                                                                           | (Karte) | 1848 eröffnet (Eisenbahnanlage)                                             | Sachgesamtheitsbestandteil der Sachgesamtheit Eisenbahn Löbau–Zittau, Abschnitt im Ortsteil Obercunnersdorf, mit folgenden Einzeldenkmalen: Eisenbahnviadukt (siehe Einzeldenkmalliste Hauptstraße – Obj. 08961853) und Eisenbahnbrücke (siehe Einzeldenkmalliste bei Hintere Dorfstraße 11 – Obj. 08992550), Bahnhofshotel (Hintere Dorfstraße 11 – Obj. 08962054) und Bahnhofsgebäude (Hintere Dorfstraße 13 – Obj. 08962055) (siehe auch Sachgesamtheitsdokument in der Denkmalliste der Stadt Löbau – Obj. 08992544); baugeschichtlich und verkehrsgeschichtlich von Bedeutung | 09302443 |
|                                         | Wegestein | (Karte) | 19. Jahrhundert (Wegestein)                                                 | verkehrsgeschichtlich von Bedeutung | 08961878 |
|                                         | Eisenbahnstrecke Löbau–Zittau (Sachgesamtheit); Viadukt Obercunnersdorf                                                  | (Karte) | 1848 (Viadukt)                                                              | Einzeldenkmal der Sachgesamtheit Eisenbahn Löbau–Zittau: Eisenbahnviadukt (siehe Sachgesamtheitsliste – Obj. 09302443); baugeschichtlich und verkehrsgeschichtlich von Bedeutung, sieben Bögen, Granitstein, Eckquaderung mit Anschwüngen, Lisenen, Brüstung mit Zinnen | 08961853 |
| Weitere Bilder                          | Wegestein | (Karte) | 19. Jahrhundert (Wegestein)                                                 | verkehrsgeschichtlich von Bedeutung | 08960700 |
| Direkt Bild zu diesem Denkmal hochladen | Sachgesamtheit Königlich-Sächsische Triangulierung ("Europäische Gradmessung im Königreich Sachsen"); Station 44 Kottmar | (Karte) | bezeichnet 1864 (Triangulationssäule)                                       | Triangulationsstein; Station 2. Ordnung, bedeutendes Zeugnis der Geodäsie des 19. Jahrhunderts, vermessungsgeschichtlich von Bedeutung | 09303142 |
| Direkt Bild zu diesem Denkmal hochladen | Wegestein | (Karte) | um 1900 (Wegestein)                                                         | verkehrsgeschichtlich von Bedeutung | 08960230 |
| Direkt Bild zu diesem Denkmal hochladen | Zwei Produktionsgebäude (verbunden durch Shedhalle), Pförtnerhaus und Heizhaus mit Esse einer Textilfabrik               | (Karte) | 1890er Jahre (Fabrik); bezeichnet 1914 (Fabrik)                             | architektonisch, technikgeschichtlich und ortshistorisch von Bedeutung, Pförtnerhaus in Ziegelbauweise, Esse ortsbildprägend | 08960212 |
| Direkt Bild zu diesem Denkmal hochladen | Konsum-Verein (ehem.) | (Karte) | 1890er Jahre (Wohnhaus)                                                     | Wohnhaus mit Anbau, einstige Bäckerei; gründerzeitlicher Putzbau mit Ziegelsteinelementen, übergiebelter Mittelrisalit, rhythmisierte Fassade betreffend Verhältnis Öffnung und Wand, im Hof kleine Esse, die Ortsentwicklung dokumentierender Bau, vom Konsumverein gebaut, ortsgeschichtlich und baugeschichtlich von Bedeutung | 08960121 |

### Streichungen von der Denkmalliste
| Bild                                    | Bezeichnung                                        | Lage | Datierung                                                    | Beschreibung                       | ID       |
| --------------------------------------- | -------------------------------------------------- | ---- | ------------------------------------------------------------ | ---------------------------------- | -------- |
| Direkt Bild zu diesem Denkmal hochladen | Dampfmaschine der Fa. Frank Berger und Schornstein |      | 1920 (Dampfmaschine); 1903 (Dampfkessel); 1919 (Dampfkessel) | technikgeschichtlich von Bedeutung | 09228205 |

## Krauschwitz
| Bild                                    | Bezeichnung                                                      | Lage    | Datierung | Beschreibung | ID       |
| --------------------------------------- | ---------------------------------------------------------------- | ------- | --- | --- | -------- |
| Direkt Bild zu diesem Denkmal hochladen | Waldeisenbahn Muskau (Sachgesamtheit)                            | (Karte) | ab 1895, Inbetriebnahme um 1900 (Eisenbahnanlage) | Sachgesamtheitsbestandteil der Sachgesamtheit Waldeisenbahn Muskau: Eisenbahnstrecke mit historischer Trasse als Sachgesamtheitsteil (siehe auch Sachgesamtheitsdokument Obj. 08975856); eisenbahngeschichtlich und ortsgeschichtlich von Bedeutung | 09303188 |
| Direkt Bild zu diesem Denkmal hochladen | Muskauer Park (Sachgesamtheit)                                   |         | ab 1815 (Parkanlage); 16. Jahrhundert bis 1864 (Alaunbergbau) | Sachgesamtheitsbestandteil der Sachgesamtheit Muskauer Park: Landschaftspark (Gartendenkmal) mitsamt der Alaunbergbaufolgelandschaft im Bergpark (Technisches Denkmal) ohne Einzeldenkmale (siehe auch Sachgesamtheitsliste, Bad Muskau, OT Bad Muskau -Obj. 09300367); gartenkünstlerisch, bergbaugeschichtlich sowie historisch von internationaler Bedeutung (UNESCO-Weltkulturerbe) | 09277079 |
| Direkt Bild zu diesem Denkmal hochladen | Ringofen mit Esse                                                | (Karte) | letztes Viertel 19. Jahrhundert (Ziegelbrennofen) | Dokumentation erforderlich, technikgeschichtlich von Bedeutung | 09279095 |
| Weitere Bilder                          | Techkeram; Steinzeugwerk                                         | (Karte) | um 1900 (Wasserturm); bezeichnet 1934 (Verwaltungsgebäude) | Verwaltungsgebäude des ehem. Steinzeugwerkes sowie achteckiger Wasserturm; baugeschichtlich und technikgeschichtlich von Bedeutung | 09277099 |
|                                         | Wasserturm                                                       | (Karte) | um 1840 (Wasserturm) | Wasserturm; baugeschichtlich und technikgeschichtlich von Bedeutung | 09277127 |
| Weitere Bilder                          | Obermühle                                                        | (Karte) | um 1900 (Mühle); um 1900 (Geb. Nr. 13); um 1850 (Oberlaube); um 1850 und um 1900 (Speicher, Ställe, Wohnraum); um 1900 (Neuer Speicher Geb. Nr. 15); um 1900 (Kornspeicher Geb. Nr. 17) | Wohnmühlenhaus und Mahlgebäude (Nr. 13), Speicher mit Ställen und Wohnraum, mit Holzgalerie (Nr. 11), sog. Neuer Speicher (Nr. 15) sowie Kornspeicher (sog. Alter Speicher) und Remise (Nr. 17) eines Mühlenanwesens, dazu ein Wehr, drei Brücken und das Hofpflaster; baugeschichtlich und ortsgeschichtlich von Bedeutung                                                             | 09277134 |
| Weitere Bilder                          | Mühle mit technischer Ausstattung, Wohnhaus und ehem. Mühlgraben | (Karte) | Ende 19. Jahrhundert (Mühle) | baugeschichtlich, ortsgeschichtlich und technikgeschichtlich von Bedeutung | 09276504 |
|                                         | Dampfmaschine mit großem Schwungrad und Fliehkraftregler         | (Karte) | um 1880 (Dampfmaschine) | technikgeschichtlich von Bedeutung | 09268911 |
| Direkt Bild zu diesem Denkmal hochladen | Bäckerei Diener                                                  | (Karte) | um 1905 (Bäckerei) | Wohnhaus einer Bäckerei, mit Backstube und Verkaufsladen; ortsgeschichtlich von Bedeutung | 09277189 |

## Kreba-Neudorf
| Bild                                    | Bezeichnung                                                                                | Lage    | Datierung                                | Beschreibung | ID       |
| --------------------------------------- | ------------------------------------------------------------------------------------------ | ------- | ---------------------------------------- | --- | -------- |
| Direkt Bild zu diesem Denkmal hochladen | Zwei Seitengebäude eines ehemaligen Dreiseithofes, in einem Wäschemangel mit Beistelltisch | (Karte) | Ende 19. Jahrhundert (Seitengebäude)     | regionaltypische Backsteinarchitektur, wirtschaftsgeschichtlich von Bedeutung, Wäschemangel technikhistorisches Denkmal | 09279019 |
|                                         | Wasserturm                                                                                 | (Karte) | 1920er Jahre, im Kern älter (Wasserturm) | Wasserturm; baugeschichtlich, ortsgeschichtlich und technikgeschichtlich von Bedeutung                                  | 09279008 |
| Direkt Bild zu diesem Denkmal hochladen | Wegestein                                                                                  | (Karte) | 19. Jahrhundert (Wegestein)              | verkehrsgeschichtlich von Bedeutung                                                                                     | 09279031 |
| Direkt Bild zu diesem Denkmal hochladen | Wegestein                                                                                  | (Karte) | 19. Jahrhundert (Wegestein)              | verkehrsgeschichtlich von Bedeutung                                                                                     | 09279030 |
| Direkt Bild zu diesem Denkmal hochladen | Wegestein                                                                                  | (Karte) | 19. Jahrhundert (Wegestein)              | verkehrsgeschichtlich von Bedeutung                                                                                     | 09279029 |
| Direkt Bild zu diesem Denkmal hochladen | Wegestein                                                                                  | (Karte) | 19. Jahrhundert (Wegestein)              | verkehrsgeschichtlich von Bedeutung                                                                                     | 09279028 |